# Senne

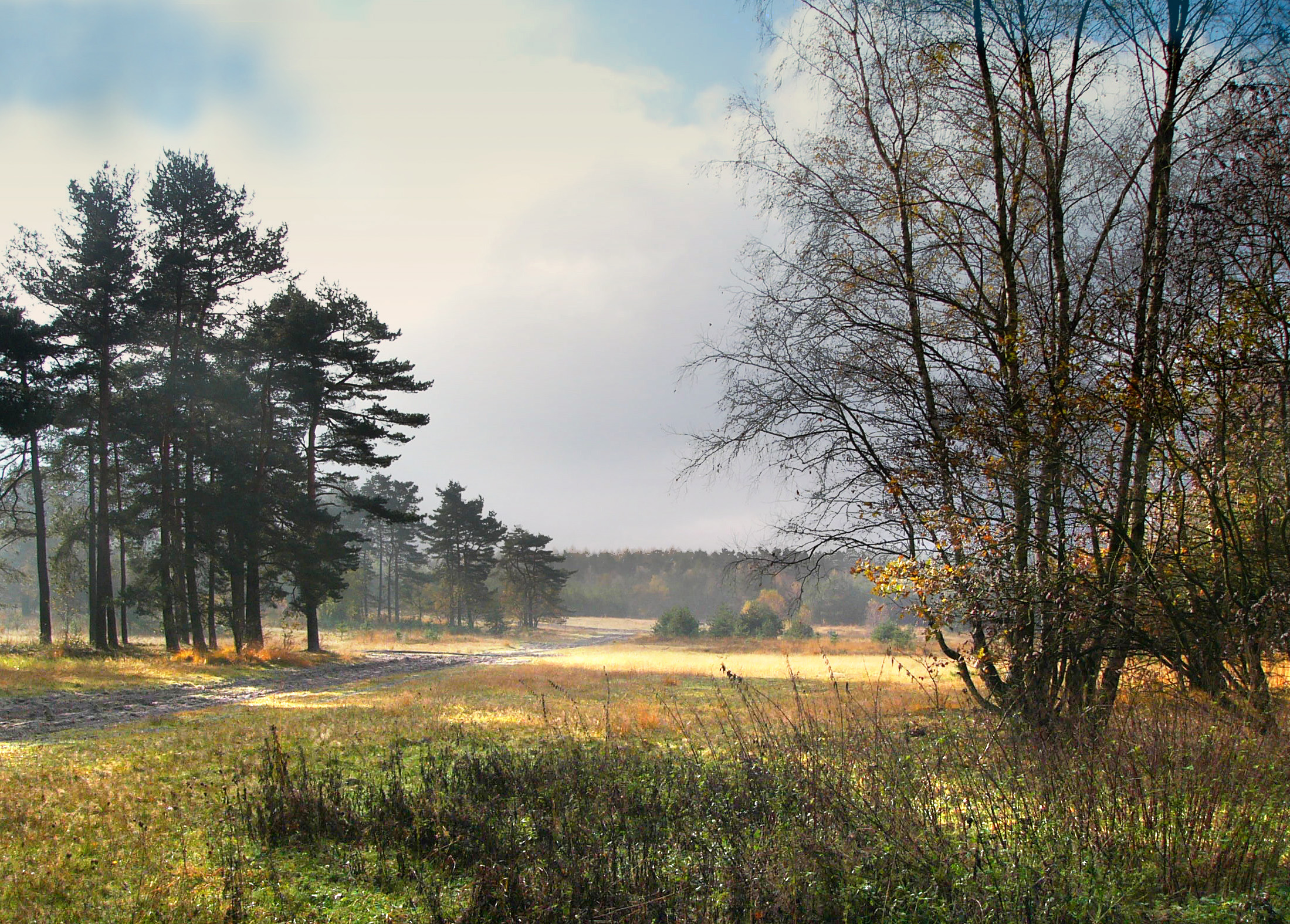
Sennelandschaft im Herbst

Die Senne ist eine Landschaft in der Region Ostwestfalen-Lippe des deutschen Bundeslandes Nordrhein-Westfalen. Sie liegt am Westhang des Teutoburger Waldes zwischen dem Oberzentrum Bielefeld im Norden, der Stadt Paderborn im Süden sowie Gütersloh und Detmold im Westen und Osten. Die Ems entspringt in der Senne.
In diesem Gebiet mit dem sandigen Boden befindet sich die bedeutendste zusammenhängende Heidelandschaft in Nordrhein-Westfalen. Teile dieser Kulturlandschaft sind große Flächen mit Magerrasen sowie naturnahe Gewässer und Moore. Die Landschaft verfügt über eine reichhaltige Flora und Fauna. Von den etwa 5000 vorkommenden Tier- und Pflanzenarten stehen 901 auf der roten Liste, wie zum Beispiel die Mondraute, der Wendehals und der Trauermantel.
116 km², und damit knapp die Hälfte der mit 250 km² angegebenen Gesamtfläche der Senne, sind Teil des Truppenübungsplatzes Senne, der vor allem von den britischen Streitkräften genutzt wird. Bedingt durch den bevorstehenden Abzug der britischen Truppen, sind über die Zukunft dieser Landschaft Diskussionen im Gange. Hier und in den angrenzenden Bereichen des Teutoburger Waldes und des Eggegebirges ist eine Landschaft erhalten geblieben, die gleichermaßen für den Naturschutz, die Naherholung und die Wasserwirtschaft von großer Bedeutung ist.

## Geografie

### Lage

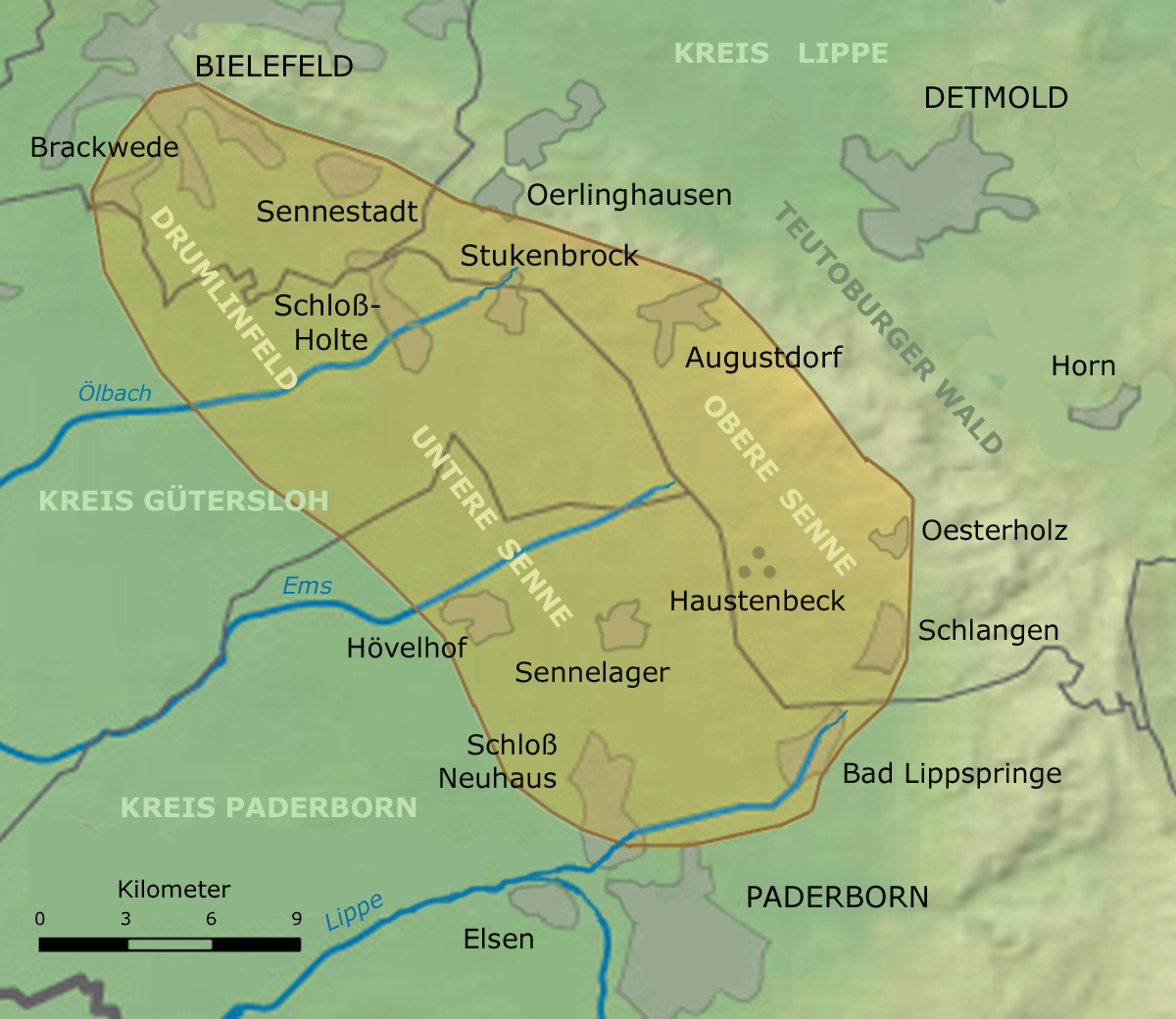
Lageplan der Senne

Die Senne liegt im südlichen Ostwestfalen-Lippe zwischen den beiden Städten Bielefeld im Nordwesten und Paderborn im Südosten. Sie befindet sich größtenteils im Kreis Lippe und zu kleineren Teilen in den Kreisen Gütersloh und Paderborn sowie der kreisfreien Stadt Bielefeld. Die Gemeinden mit Gebietsanteilen an der Senne sind im Uhrzeigersinn: Bielefeld (mit den Ortsteilen Brackwede, Buschkamp, Windflöte, Windelsbleiche, Heideblümchen, Eckardtsheim, Dalbke und Sennestadt), Oerlinghausen (mit Lipperreihe), Schloß Holte-Stukenbrock, Augustdorf, Schlangen (mit Oesterholz-Haustenbeck und Kohlstädt), Bad Lippspringe, Paderborn mit (Schloß Neuhaus/Sande und Sennelager) und Hövelhof.
Die Sennelandschaft bildet ein zusammenhängendes, rund 250 km² großes Gebiet von rund 40 km Länge und maximal 15 km Breite. Im Südosten ist die Senne am breitesten, nach Nordwesten wird sie schmaler, bis sie den Teutoburger Wald nur noch mit einem zungenförmigen Streifen begleitet. Große Bereiche sind weder besiedelt noch von verkehrsreichen Straßen durchschnitten. Rund 116 km² werden vom Truppenübungsplatz Senne eingenommen.
Naturräumlich gehört die Senne zum Ostmünsterland innerhalb der Westfälischen Tieflandsbucht. Im Norden befinden sich der Bielefelder Osning und der Lippische Wald als Teile des Teutoburger Waldes, im Osten das Eggegebirge. Im Süden schließt sich die Paderborner Hochfläche an, im Westen der Delbrücker Rücken.

### Topografie

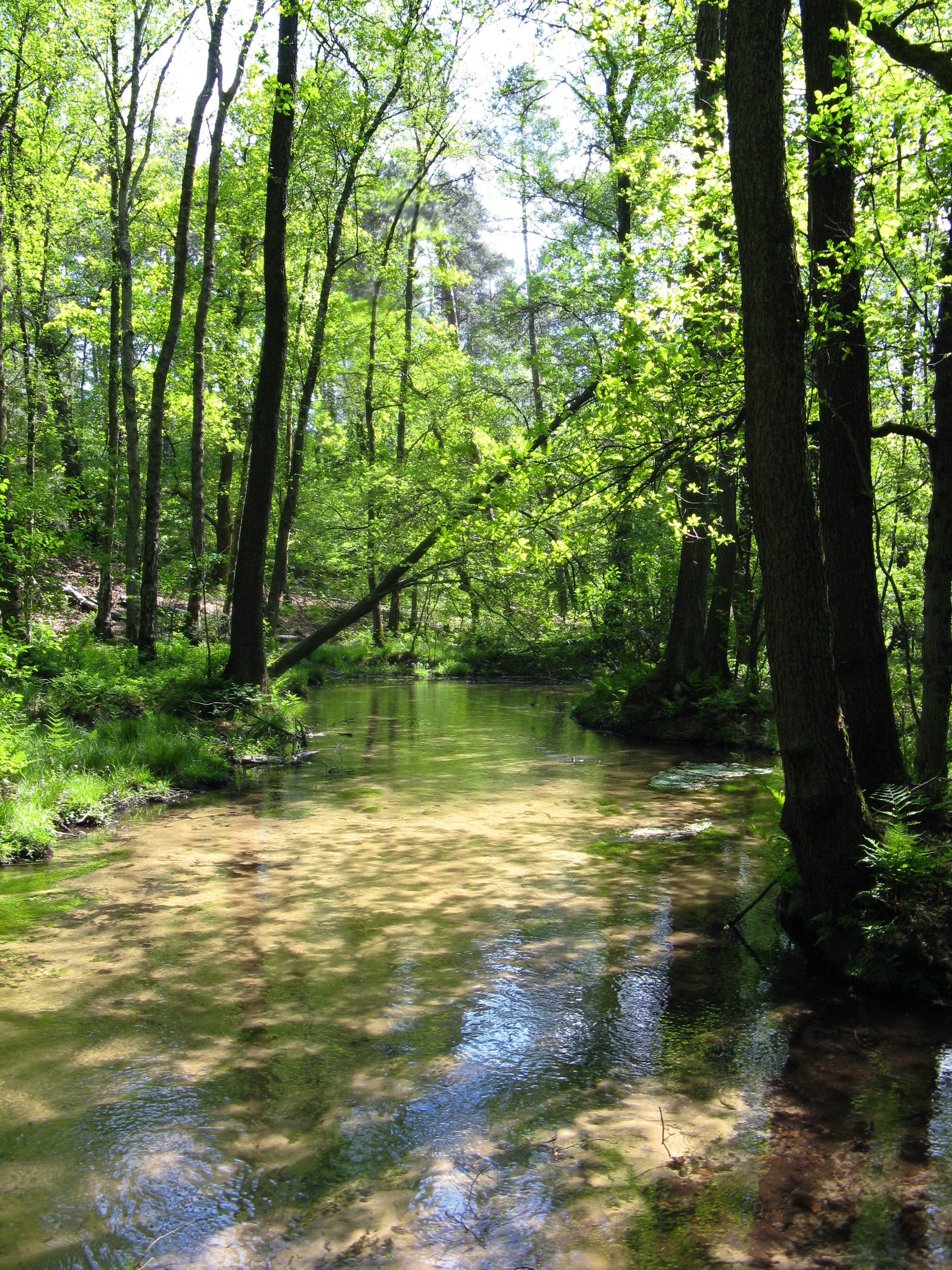
Furlbach in der Senne

Die weite Sandebene der Senne steigt allmählich zum im Nordosten angrenzenden Teutoburger Wald an und ist in vier Teilräume gegliedert. Die Obere Senne ist ein auf durchschnittlich 200 m Höhe (NHN) direkt am Fuß des Teutoburger Waldes liegender Streifen mit maximal 5 km Breite. Dies ist die Zone der Trockentäler, Sanddünen gibt es dort nicht. Unterhalb von 150 bis 160 m Höhe (NHN) liegt die Mittlere Senne mit teilweise tief eingeschnittenen und schluchtenartigen Tälern. Das sanft in Richtung Südwesten abfallende Gelände ist zum Teil mit Dünen besetzt, in deren Ausblasungsmulden sich Heidemoore und Stillgewässer befinden. In dieser Zone entspringen die Sennebäche, darunter die Ems. Weiter südlich bei Hövelhof auf rund 120 m Höhe (NHN) liegt die Untere Senne. Die Bäche führen reichlich sandige Sedimente mit, die in der Unteren Senne bei abnehmendem Bachgefälle in bis zu zwei Meter hohen Bachbetten abgelagert wurden, so dass beispielsweise der Furlbach stellenweise höher als die Umgebung verläuft. Der vierte Teilraum umfasst die zwischen Bielefeld und Oerlinghausen liegende Drumlin-Senne, deren Landschaft durch Moränen geprägt wird.
Die Gebiete der Senne werden noch in weitere Teilgebiete unterteilt. Dazu gehören zum Beispiel Kammersenne, Haustenbecker Senne, Hövelsenne, Stapelager Senne und Wistinghauser Senne.

### Geologie

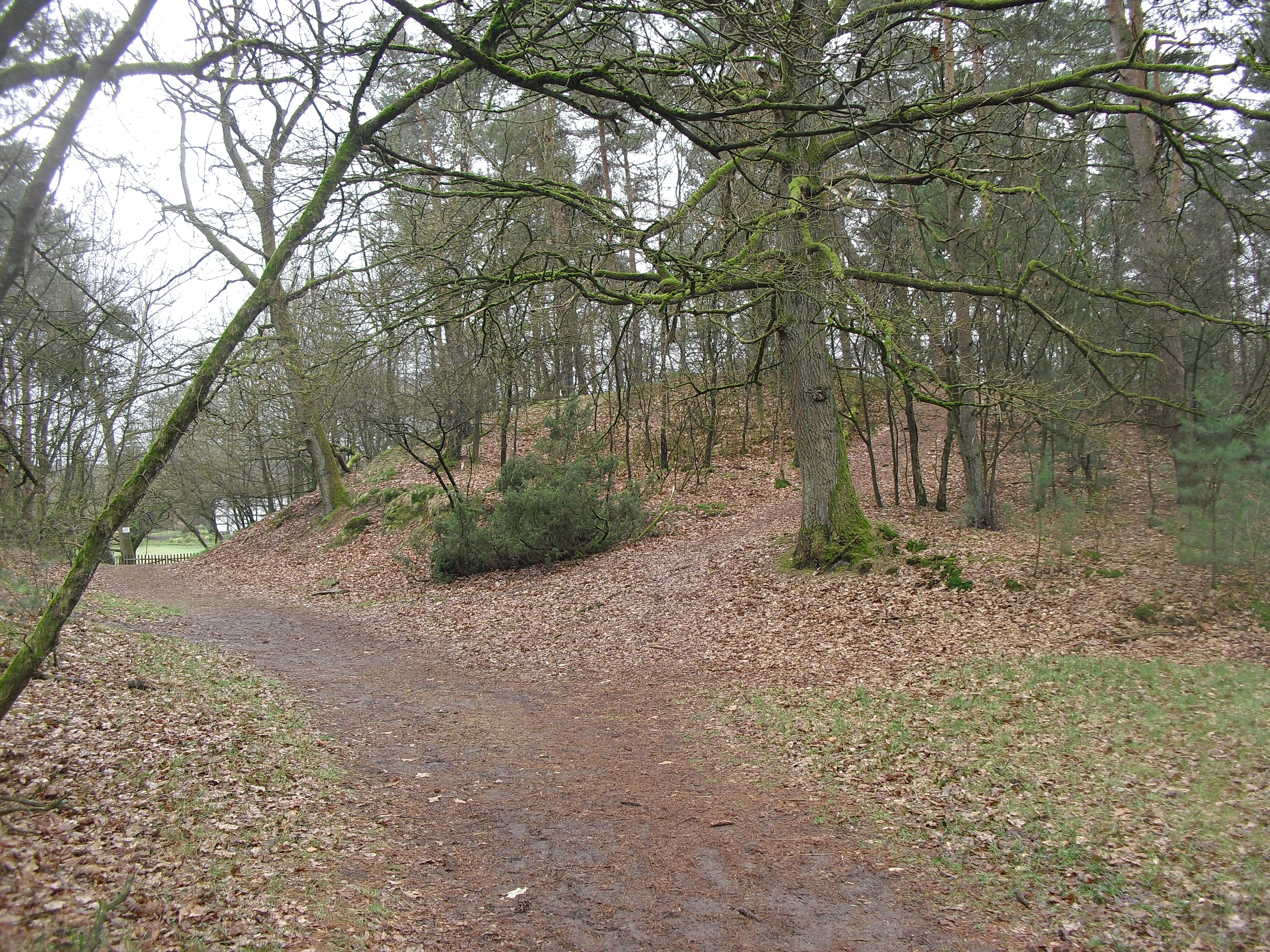
Düne in der Moosheide

Die Senne liegt am westlichen Anstieg des Teutoburger Waldes. Vor etwa 200.000 Jahren begann die Gestaltung der heutigen Sennelandschaft durch das Abschmelzen eines Gletschers, der sich durch die Porta Westfalica und andere Quertäler des Wiehengebirges von Nordosten bis an den Teutoburger Wald erstreckte. Sein Schmelzwasser floss von den Hängen der Berge nach Südwesten ab und führte große Sandmengen mit sich, die sich in der tiefer gelegenen Ebene ablagerten. Dort lagern unterschiedliche glaziale Sedimente aus dieser Saaleeiszeit. Die Sedimente bestehen aus den pleistozänen Sanden, die mit Resten von Geschiebemergel vermischt sind. Sie bilden Formen aus wie Sander und Kamesterrassen. Heftige Winde wehten den lockeren Sand zu Dünen auf und bildeten an anderen Stellen Mulden, in denen kleine Moore entstehen konnten. Durch starke Niederschläge entstanden in der Oberen Senne Trockentäler, die nach dem Abfluss kein Wasser mehr führten.
Die Sande der Senne sind sehr nährstoffarm und durchlässig. Auf ihnen haben sich mächtige Podsole entwickelt. Oft hat sich durch die Verlagerung und Verkittung von Humus und Eisen im unteren Teil des Bodens Orterde gebildet. An einigen Orten sind durch Bewirtschaftung Eschböden entstanden. In den schmalen Uferstreifen entlang der Bäche gibt es Gleye. Den Untergrund der Senne bilden die Plänerkalke und Mergel der Oberkreide und Sandsteine der Unterkreide.

### Entwicklung zur Kulturlandschaft

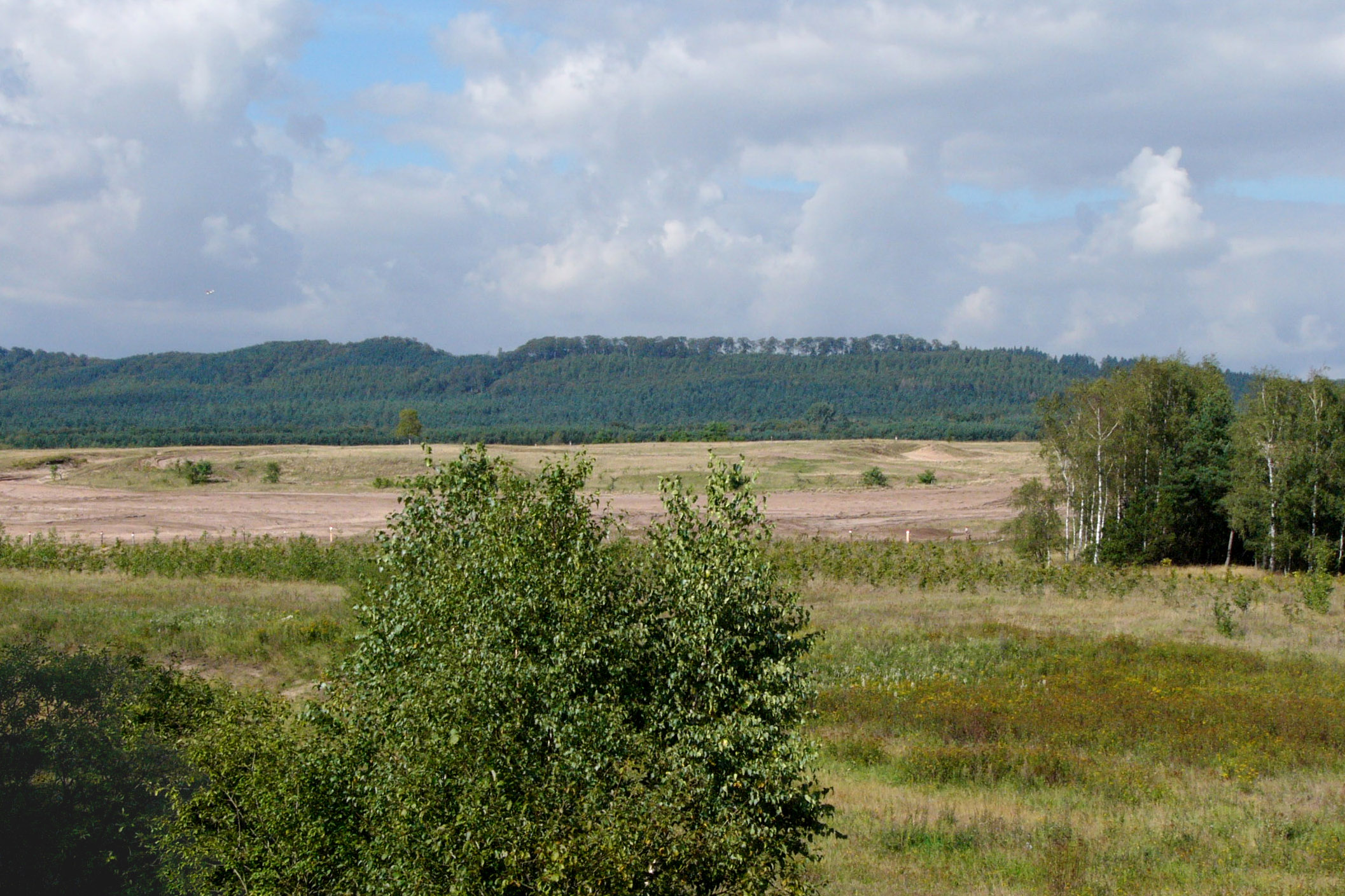
Senne mit Teutoburger Wald

Nach dem Ende der letzten Kaltzeit vor rund 10.000 Jahren begann die Bewaldung der Senne, zunächst mit Birken, Weiden und Kiefern. Bedingt durch eine erneute Klimaerwärmung um 6000 v. Chr. wuchsen dort auch Ulmen, Eichen, Linden, Eschen, Ahorn und später Buchen. Der extrem nährstoffarme Boden ließ nur lichte Wälder mit kleinwüchsigem Baumbestand zu.
Bis zum 12. Jahrhundert war die Senne unbesiedelt, sie galt in der Bevölkerung als öde und unfruchtbar. Danach begann entlang der Bachläufe von Westen her eine zögerliche Besiedlung. Die bestehenden Wälder mit Eichen, Birken und Kiefern wurden durch weidendes Vieh und Holzeinschlag noch weiter aufgelichtet. So entwickelte sich aus der ehemaligen Wald- eine offene Heidelandschaft und es entstanden ausgedehnte Heideflächen, offene Sandgebiete, Dünen, Kleinmoore, Baum- und Gehölzgruppen und tief eingeschnittene Bachtäler.
Um den Talraum zu vergrößern und mehr Wiesenflächen zu gewinnen, wurden die bestehenden Trockentäler durch Menschenhand zu den sennetypischen Kastentälern erweitert. Dazu stach man den Sand an den Talrändern ab und brachte das Material am Talgrund wieder auf.

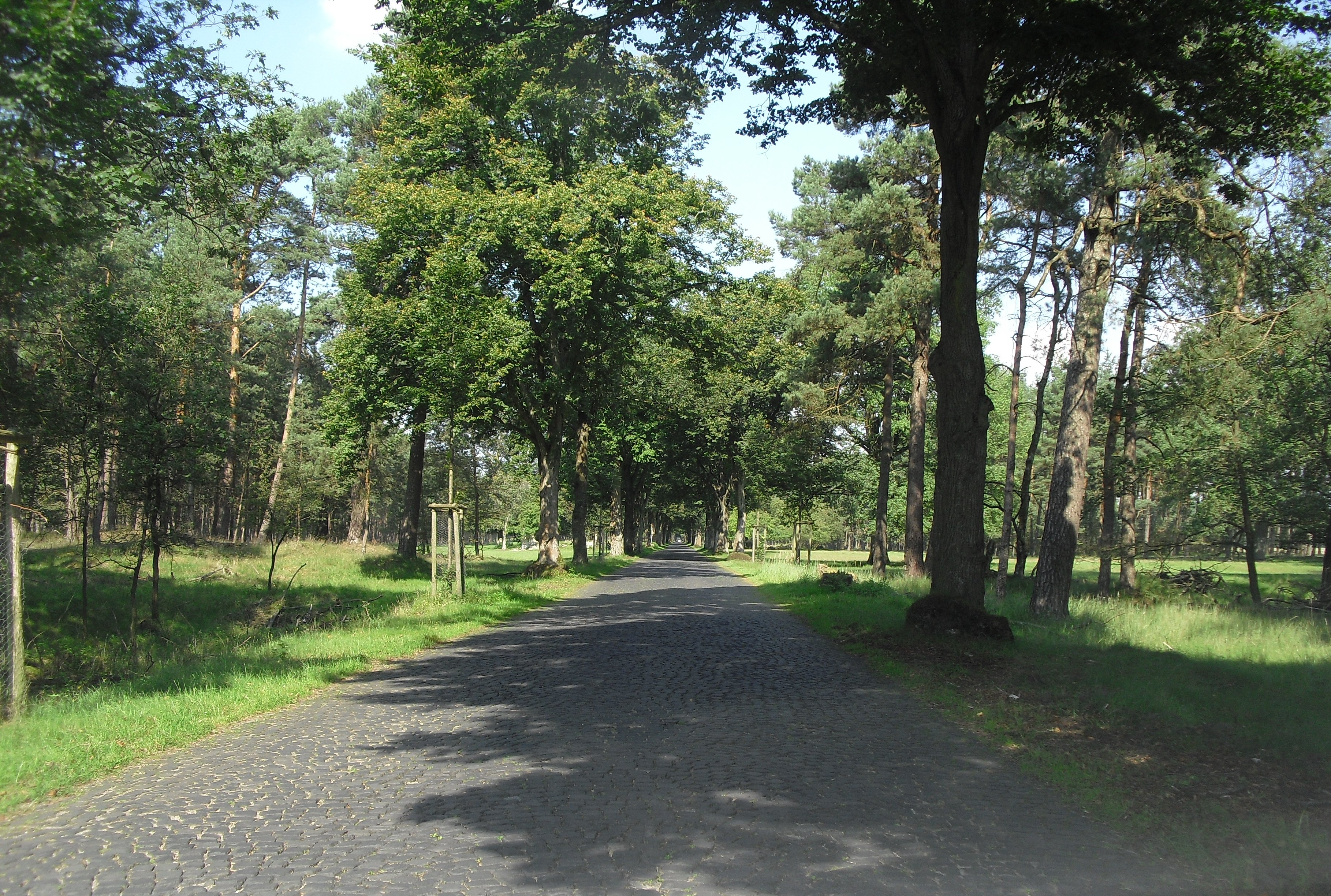
„Allee des Jahres 2013“ zwischen Augustdorf und Haustenbeck

Bis ins 20. Jahrhundert wurde der Plaggenhieb praktiziert, bei dem die Heidebauern mit einer speziellen Hacke eine dicke Bodenschicht einschließlich Heidekraut abschälten. Die sogenannten Plaggen dienten als Einstreu in den Viehställen und kamen danach mit dem Dung vermischt auf die Felder. Seit Mitte des 19. Jahrhunderts wurde die Senne planmäßig aufgeforstet, wodurch Heideflächen weiter verdrängt wurden. Heute ist die Heide großflächig nur noch im Bereich des Truppenübungsplatzes und in einigen angrenzenden Naturschutzgebieten, wie in der Moosheide und im Augustdorfer Dünenfeld, zu finden.
Gleichwohl weist das Bundesamt für Naturschutz die weit überwiegende Fläche der Senne als Landschaft mit überwiegend Heide- und magerrasenreicher Kulturlandschaft aus. Die Senne gilt als bedeutendste zusammenhängende Heidelandschaft in Nordrhein-Westfalen.
Die Haustenbecker Straße zwischen Augustdorf und Oesterholz auf dem Gelände des Truppenübungsplatzes wurde vom BUND zur Allee des Jahres 2013 gekürt. „Die geschlossene Allee aus etwa einhundertfünfzigjährigen Linden sei beispielhaft für die Bedeutung von älteren Alleen für die Artenvielfalt.“

### Hydrologie

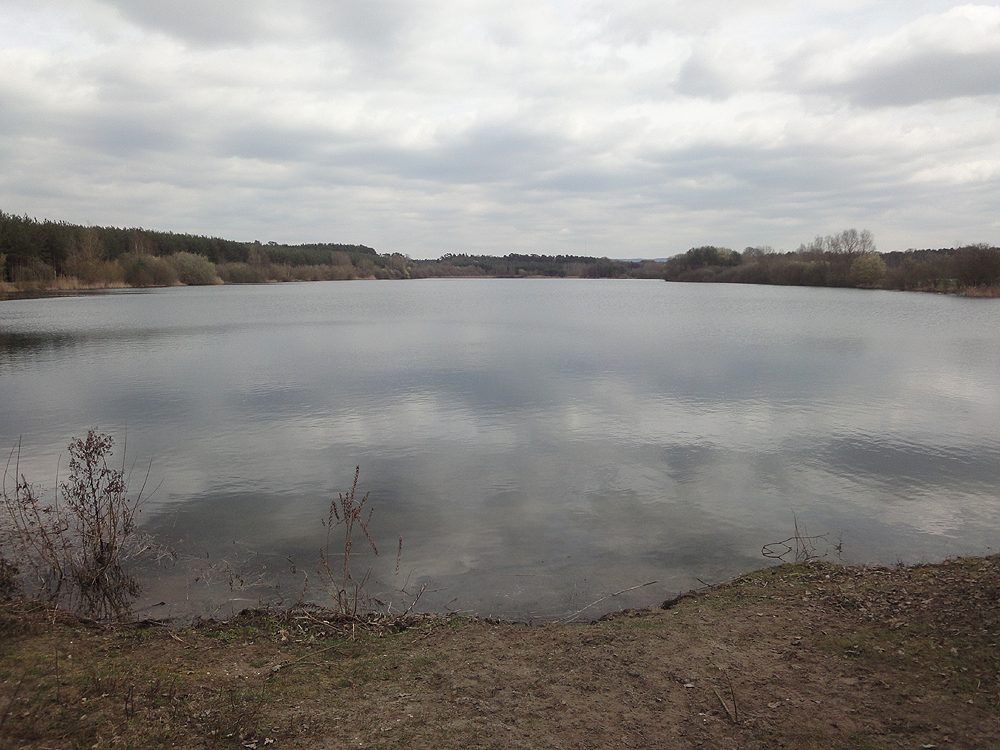
Der Sennesee, eine ehemalige Sandgrube bei Stukenbrock

Die Obere Senne am Westhang des Teutoburger Waldes ist aufgrund von auftretendem Steigungsregen ein niederschlagsreiches Gebiet. Das Niederschlagswasser versickert dort im sandigen Boden, bis es auf eine Mergelschicht trifft, über der der Grundwasserleiter steht. Das Grundwasser tritt am Westhang des Teutoburger Waldes in der Oberen Senne aus dem Boden und fließt in zahlreichen Bächen nach Südwesten ab. Im Bereich des Truppenübungsplatzes gibt es fast keine Landwirtschaft, daher sind die Gewässer größtenteils unbelastet und naturnah und haben sich teilweise stark in den lockeren Sandboden eingegraben. Der Furlbach ist wegen seiner Naturnähe ein Referenzgewässer und repräsentiert den Fließgewässertyp 14 – sandgeprägte Tieflandbäche. Entlang der Flüsse und Bäche bilden sich Moorgebiete heraus. In der Unteren Senne mit weniger Gefälle lagert sich der Sand ab, an einigen Stellen so viel, dass die Bäche einen bis zwei Meter über der Umgebung in Dammbetten verlaufen. Darüber hinaus bilden sich Teiche und Seen, unterstützt vom Dammbau. Alte Kies- und Sandgruben wurden geflutet und bieten Wasservögeln gute Lebensbedingungen, wie zum Beispiel am Sennesee.
Durch das Gebiet der Senne verläuft von Ost nach West die Ems-Rhein-Wasserscheide, wobei die Grenze in etwa mittig durch Hövelhof und südlich an Augustdorf entlangführt. Somit entwässern nicht alle Sennebäche in denselben Strom. Eine Besonderheit ist in dieser Hinsicht der Krollbach, da er östlich der Hövelhofer Ortsmitte eine Flussbifurkation bildet und dadurch in zwei verschiedene Gewässersysteme entwässert. Während das Wasser des linken Krollbacharms über den Haustenbach und die Lippe in den Rhein abfließt, wird das Wasser des rechtsseitig abzweigenden Schwarzwasserbaches der Ems zugeführt.
Die Stadt Bielefeld nutzt den Grundwasserleiter der Senne als Wasserreservoir für ihre Trinkwassergewinnung und hat dort schon Anfang des 20. Jahrhunderts Brunnen eingerichtet. Über eine Fernwasserleitung führt sie das Wasser über die Rhein-Weser-Wasserscheide am Teutoburger Wald nach Bielefeld. Zum Ausgleich muss jedoch vorgereinigtes Abwasser mit einer Abwasserdruckleitung über den Berg in die Obere Senne zurückgeleitet werden, wo es über Rieselfelder dem Boden wieder zugeführt wird. In den 1970er Jahren wurden Tiefwasserbrunnen mit einer Tiefe von etwas mehr als 400 m gesetzt, um weitere Wasservorkommen zu erschließen. Dokumentiert werden die Wasserentnahmen in dem sensiblen Bereich seit 1928 durch die Gewässerkunde Senne, eine Beobachtungsstation im Auftrag des Regierungsbezirks Detmold, mit Grundwassermessstellen, Grundwasserschreibpegeln, einem Abflusspegel und Niederschlagsmessstellen.

### Verkehr

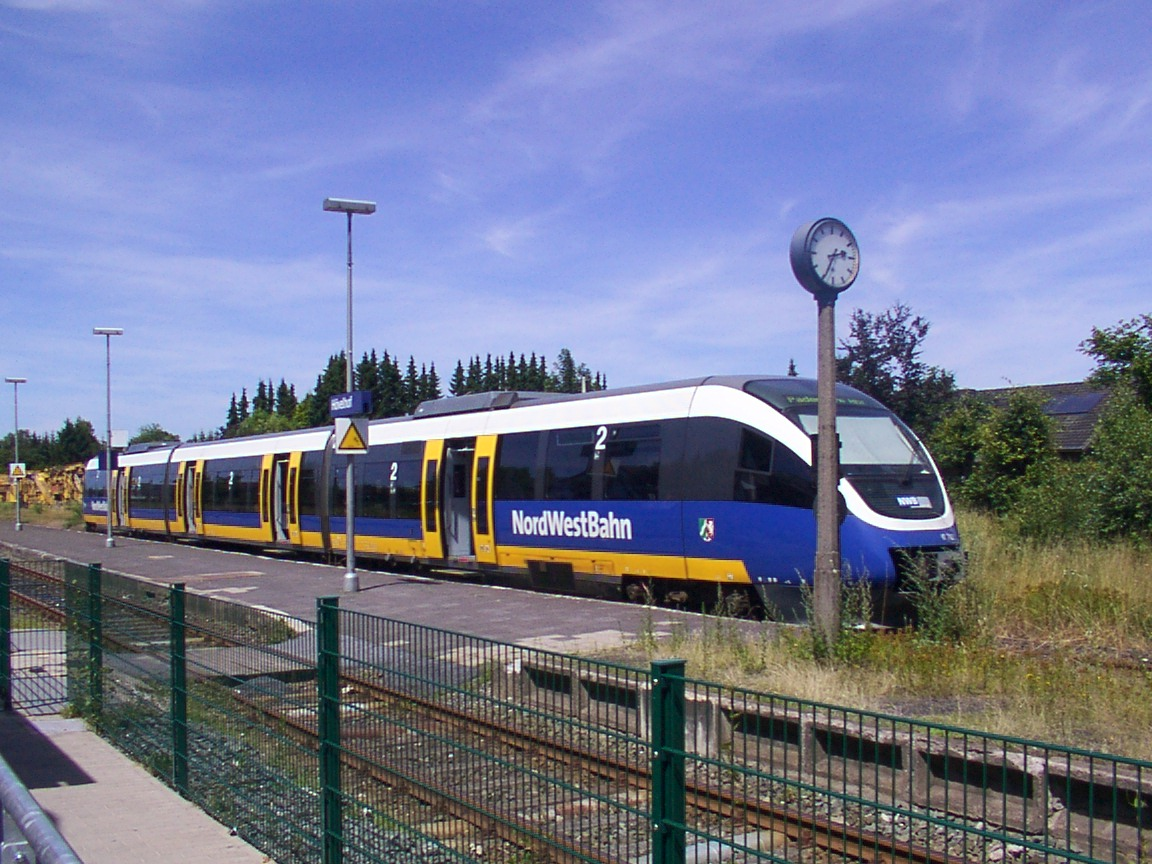
Zug der Sennebahn bei Hövelhof

Die Bundesautobahn 2 tangiert die Senne im Norden und hat dort die Anschlussstelle Bielefeld-Süd im Bielefelder Stadtbezirk Sennestadt. Die A 33 von Osnabrück nach Paderborn kreuzt die A 2 in Bielefeld und durchschneidet im weiteren Verlauf die Senne in Nord-Süd-Richtung; mit den dortigen Anschlussstellen Schloß Holte-Stukenbrock, Stukenbrock-Senne, Paderborn-Sennelager und Paderborn-Schloß Neuhaus. Sie wird in diesem Bereich auch Senne-Autobahn genannt. Die Bundesstraße 68 hat in diesem Abschnitt zwischen Bielefeld-Brackwede und Paderborn ihre Funktion verloren und wurde zur Landesstraße zurückgestuft. Eisenbahntechnisch wird die Senne durch die Sennebahn erschlossen, die die Hauptzentren Bielefeld und Paderborn verbindet und mehrere Haltepunkte im Bereich der Senne hat. Der sogenannte Senneblitz war eine von der Westfälische Landes-Eisenbahn betriebene Bahnstrecke, die von Paderborn-Sennelager in das südwestlich gelegene Rietberg abzweigte, jedoch im Jahr 1990 stillgelegt wurde.
Der Bergkamm des nordöstlich liegenden Teutoburger Waldes bildet einen Riegel, den der Verkehr auf Pässen überwindet, um zum Lipperland und Ravensberger Hügelland zu gelangen. Im Norden liegt der Bielefelder Pass, der die Bahnstrecke Hamm–Minden aufnimmt. Weiter südlich befindet sich der Oerlinghauser Pass und die Dörenschlucht. Im Mittelalter verlief über Paderborn durch die Senne zur Dörenschlucht der Frankfurter Weg nach Bremen. Weiter im Süden befindet sich der Gauseköte-Pass, über den vom Land Lippe im Osten aus der Zugang zum lippischen Jagdschloss Oesterholz über die Fürstenallee ermöglicht wurde. Das Oberzentrum Paderborn liegt südlich der Senne am Hellweg, dessen Verlauf die Bundesstraße 1 folgt. Diese große Ost-West-Straße verläuft südlich an der Senne vorbei und überwindet dann im Osten den Teutoburger Wald.
Mit Fahrrädern kann die Senne über den Europaradwanderweg R1, den Senne-Radweg und die Römerroute durchfahren werden.
Vom Flugplatz Oerlinghausen starten rund 25.000 Segelflieger im Jahr. Der Flugplatz Bielefeld in Senne-Windelsbleiche wird von regionalen Unternehmen, Privatpersonen und örtlichen Luftsportvereinen genutzt. Der im Süden des Truppenübungsplatzes gelegene Flugplatz Bad Lippspringe wird von der Rhine Army Parachute Association auch für den privaten Fallschirmsprungbetrieb genutzt.

### Klima
Die Senne gehört der gemäßigten Klimazone Mitteleuropas an und liegt im Bereich des subatlantischen Seeklimas. Die vorherrschende Windrichtung aus Südwest bringt regelmäßig Niederschläge vom Atlantik. Insbesondere die Luvseiten des Teutoburger Waldes und des Eggegebirges liegen im Bereich ausgeprägter Steigungsregen. Hier liegt die Niederschlagsmenge bei 1000 mm, teilweise über 1200 mm. In Bad Lippspringe am östlichen Rand der Senne fielen im langjährigen Mittel von 1961 bis 1990 914 mm Niederschlag jährlich.
Die Winter sind unter atlantischem Einfluss meist mild und die Sommer mäßig warm. Die Jahresmitteltemperatur liegt bei der Messstation Bad Lippspringe bei ca. 8,9 °C.

Niederschlagsdiagramm Bad Lippspringe

|                        | Jan  | Feb  | Mär  | Apr  | Mai  | Jun  | Jul  | Aug  | Sep  | Okt  | Nov  | Dez  |   |       |
| Mittl. Temperatur (°C) | 0,9  | 1,6  | 4,3  | 7,9  | 12,4 | 15,3 | 16,8 | 16,7 | 13,8 | 10,1 | 5,2  | 2,3  | ⌀ | 9     |
|                        |      |      |      |      |      |      |      |      |      |      |      |      |   |       |
| Niederschlag (mm)      | 79,6 | 55,4 | 70,5 | 66,6 | 78,2 | 89,7 | 88,6 | 82,9 | 70,4 | 59,5 | 79,4 | 92,8 | Σ | 913,6 |
|                        |      |      |      |      |      |      |      |      |      |      |      |      |   |       |
| Sonnenstunden (h/d)    | 1,4  | 2,6  | 3,3  | 4,9  | 6,3  | 6,2  | 5,9  | 5,9  | 4,3  | 3,5  | 1,7  | 1,2  | ⌀ | 3,9   |

|  |

|  |

|  |

|  |

|  |

|  |

|  |

|  |

|  |

|  |

|  |

|  |

|  |

|  |

|  |

|  |

|  |

|  |

|  |

|  |

|  |

|  |

|  |

|  |

## Geschichte

### Wortbedeutung
Der Name Senne wurde 804 erstmals als Sinethi erwähnt, andere Formen des Namens sind Sinithi, Synatha, Sinedi, Seneto, Sinede und Sende. Der Name bedeutet im Althochdeutschen Weideplatz. Das Suffix ithi ist in den altgermanischen Siedlungsgebieten verbreitet.

### Anfänge der Besiedlung

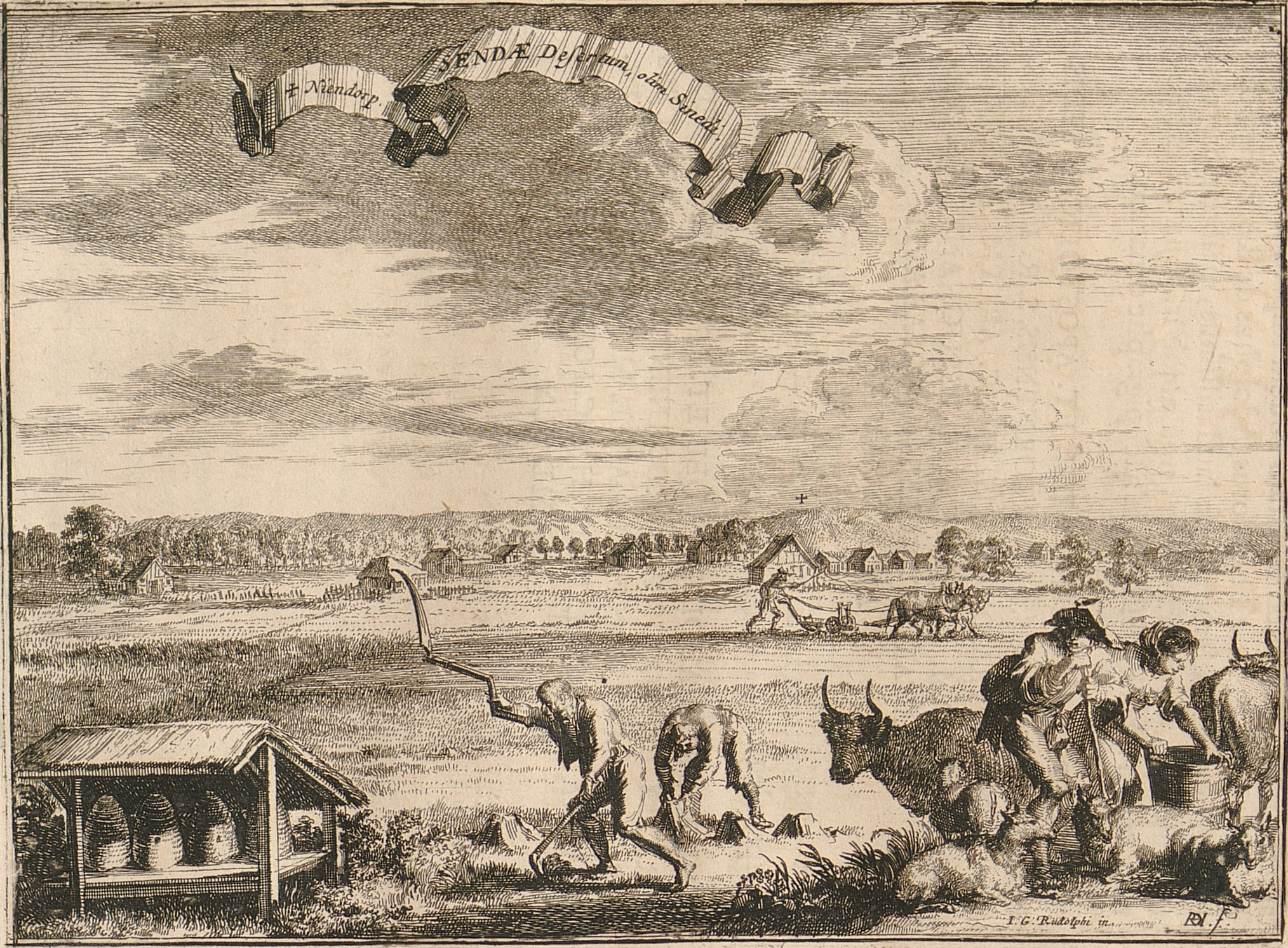
Das „Neue Dorf“ (Niendorp, heute Hövelhof) in einem Stich von 1672

Archäologischen Funden im Senneraum zufolge zogen bereits in der Mittleren Steinzeit vor rund 5.500 bis 10.000 Jahren Jäger und Sammler durch diese Region. Zeugnis menschlicher Anwesenheit legen auch die zahlreichen Hügelgräber aus der Bronze- und Eisenzeit ab, die sich längs des Gebirgsrands und vor den Pässen über den Teutoburger Wald befinden. Mit dem Archäologischen Lehrpfad Oesterholz wurden zehn der bronzezeitlichen Hügelgräber erschlossen und eingehender untersucht.
Im Mittelalter sprach man von der wüsten Sende, da die Ernteerträge gering waren. Bis zum 12. Jahrhundert galt die Senne als siedlungsfreier Raum im schon allgemein besiedelten Ostwestfalen-Lippe. Erst danach entstanden die ersten Höfe am Rande der Senne. Die Besiedlung erfolgte von Südwesten her entlang der Bachläufe in Form von Reihendörfern (Riegen).
Nach dem Dreißigjährigen Krieg wurden planmäßig Dörfer im Inneren der Senne angelegt. Auf lippischem Boden entstand um 1659 Haustenbeck und 1775 wurde die Sennesiedlung Augustdorf gegründet. Die Siedler kamen aus benachbarten Walddörfern oder weiter entfernten Gebieten. Zu dieser Zeit nutzten außerdem die umliegenden Dörfer die Senne als Weideland für Schafe, Rinder und Pferde. Auf Paderborner Seite entstand um 1659 das „Neue Dorf“ (Niendorp), aus dem sich später die Gemeinde Hövelhof entwickelte. Siedler waren hier Bauernsöhne aus dem Delbrücker Land.

### Heidebauern

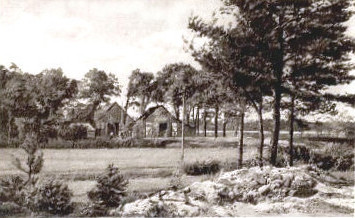
Sennelandschaft, 1916.

Die seit dem Mittelalter in der Senne siedelnden Menschen wurden Heidebauern genannt. Holzeinschlag und Waldweide führten zur weiteren Auflichtung der Wälder und es entwickelte sich eine offene Heidelandschaft. Bei der in der Senne wie im ganzen norddeutschen Raum verbreiteten Form der Plaggendüngung der ertragsarmen Böden trugen die Heidebauern eine mehrere Zentimeter dicke Bodenschicht mitsamt Heidekraut ab und nutzten diese im Viehstall als Einstreu. Später wurden die mit dem Dung der Tiere vermischten Plaggen auf die Felder als Düngemittel aufgebracht.
Das Plaggenstechen hinterließ Sandflächen ohne jegliche Vegetation, die erst Jahre später von sogenannten Pionierpflanzen und bevorzugt Heidekraut besiedelt wurden. Die Heidebauern nutzten in der Plaggenwirtschaft gemeinsame Gebiete, die sie Gemeinheit nannten. Die Nutzungsrechte erstreckten sich neben dem Plaggenhieb auch auf das Stechen von Torfmucken und die Waldhude. Der Bedarf an Heideflächen war beachtlich, denn die Regenerationszeit der Vegetation dauerte 10 bis 20 Jahre, ehe der nächste Plaggenhieb erfolgen konnte. Zudem weideten Schafe auf den Flächen und verhinderten damit die Entwicklung von Wäldern nachhaltig.
Ein typisches Haus der Heidebauern bestand aus roh behauenen Balken, die flach direkt auf den geebneten Sandboden gelegt wurden. Darüber erhoben sich das Fachwerk und der Dachbau. Die Zwischenräume des Fachwerks wurden mit kantigen Torfmucken gefüllt, die man an feuchten Rasenplätzen stach. Die Dachdecke bestand aus Heidekraut und der First aus Rasenmucken. Der einzige Innenraum war Wohnraum, Schlafzimmer und Viehstall zugleich. Wenn das Haus fertig war, wurde das umliegende Heidestück bearbeitet.

### Truppenübungsplatz

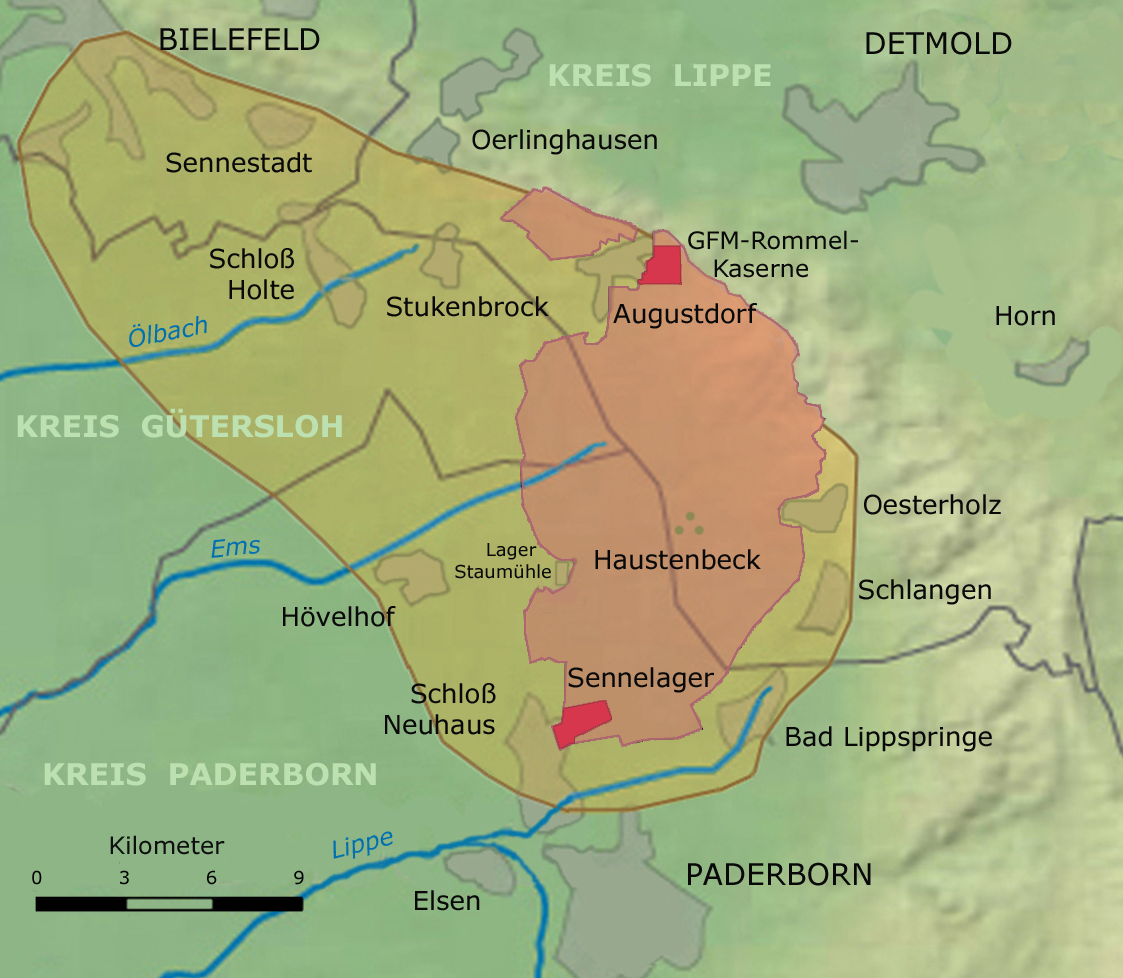
Lage des Truppenübungsplatzes innerhalb der Senne (rot)

Der innerhalb der Senne liegende Truppenübungsplatz ist rund 116 km² groß und nimmt knapp die Hälfte der gesamten Fläche der Senne ein. Er steht unter britischer Verwaltung. Die militärische Nutzung des Gebiets begann am Ende des 19. Jahrhunderts. Die südlich der Senne gelegenen Orte Paderborn und Neuhaus waren bereits seit 1820 Garnisonsstädte der Kavallerie. Ab 1881 wurden für diese Einheiten Teile der Senne erworben und 1888 als Kavallerie-Übungsplatz ausgewiesen. Das VII. Armeekorps mit Stabssitz in Münster erweiterte den Übungsplatz um 1891 zu einem Allgemeinen Militärübungsplatz. Als der Übungsbetrieb 1892 aufgenommen wurde, wurden hauptsächlich unbesiedelte Flächen zum Sperrgebiet erklärt. Beim heutigen Sennelager, damals noch mit Südlager bezeichnet, kampierten die übenden Soldaten in Zeltdörfern. Ab 1901 wurde das Neue Lager bei Augustdorf angelegt, das man in Steinbauweise errichtete.
Im Verlauf des Ersten Weltkriegs entstanden in der Senne zwei Lager für Kriegsgefangene. Das Waldlager bei Sennelager und das Lager Staumühle hatten zeitweilig insgesamt 30.000 bis 40.000 Insassen. Nach Kriegsende 1918 dauerte es bis zum Februar 1921, ehe die letzten Russen die Lager verlassen hatten, die am 31. März 1921 geschlossen werden konnten. Das Lager Staumühle diente danach teilweise als Kinderdorf. Ab 1935 wurden die militärischen Anlagen rund um die Senne massiv ausgebaut. Im Norden der Senne entstand bei Augustdorf das Nordlager, an dessen Stelle sich heute die Rommel-Kaserne befindet. Der Übungsplatz wurde in den 1930er Jahren nochmals erweitert; zahlreiche Einwohner wurden umgesiedelt, darunter zwischen 1937 und 1939 aus der Siedlung Haustenbeck. Im Lager Staumühle und im Stammlager VI K (326) bei Stukenbrock wurden ab 1941 überwiegend sowjetische Kriegsgefangene untergebracht. Es gibt dort einen russischen Soldatenfriedhof. Auf ihm steht ein Ehrenmal für die in der Senne gestorbenen 65.000 russischen Kriegsgefangenen.
Nach dem Ende des Zweiten Weltkriegs fiel der Truppenübungsplatz an die US-Armee, die den Platz im Mai 1945 in britische Hoheit übergab. Die Britische Rheinarmee richtete im Lager Staumühle das Internierungslager Staumühle und im ehemaligen Stalag das Internierungslager Eselheide für ehemalige führende Nationalsozialisten aus der britischen Besatzungszone ein. Im Nordlager wurden bis zu ihrer Repatriierung ehemalige Kriegsgefangene untergebracht.
Nach der Gründung der Bundeswehr nahmen auch deutsche Soldaten neben britischen, niederländischen und belgischen Truppen am Übungsbetrieb in der Senne teil. Im Herbst 1989 wurden im Lager Staumühle mit Unterstützung der Bundeswehr aus Augustdorf 1360 Flüchtlinge aus der Deutschen Demokratischen Republik aufgenommen. In Augustdorf sind zurzeit etwa 4000 deutsche Soldaten stationiert. Im Herbst 2010 kündigten die Briten ihren endgültigen Abzug bis zum Jahr 2020 an.

### Haustenbeck

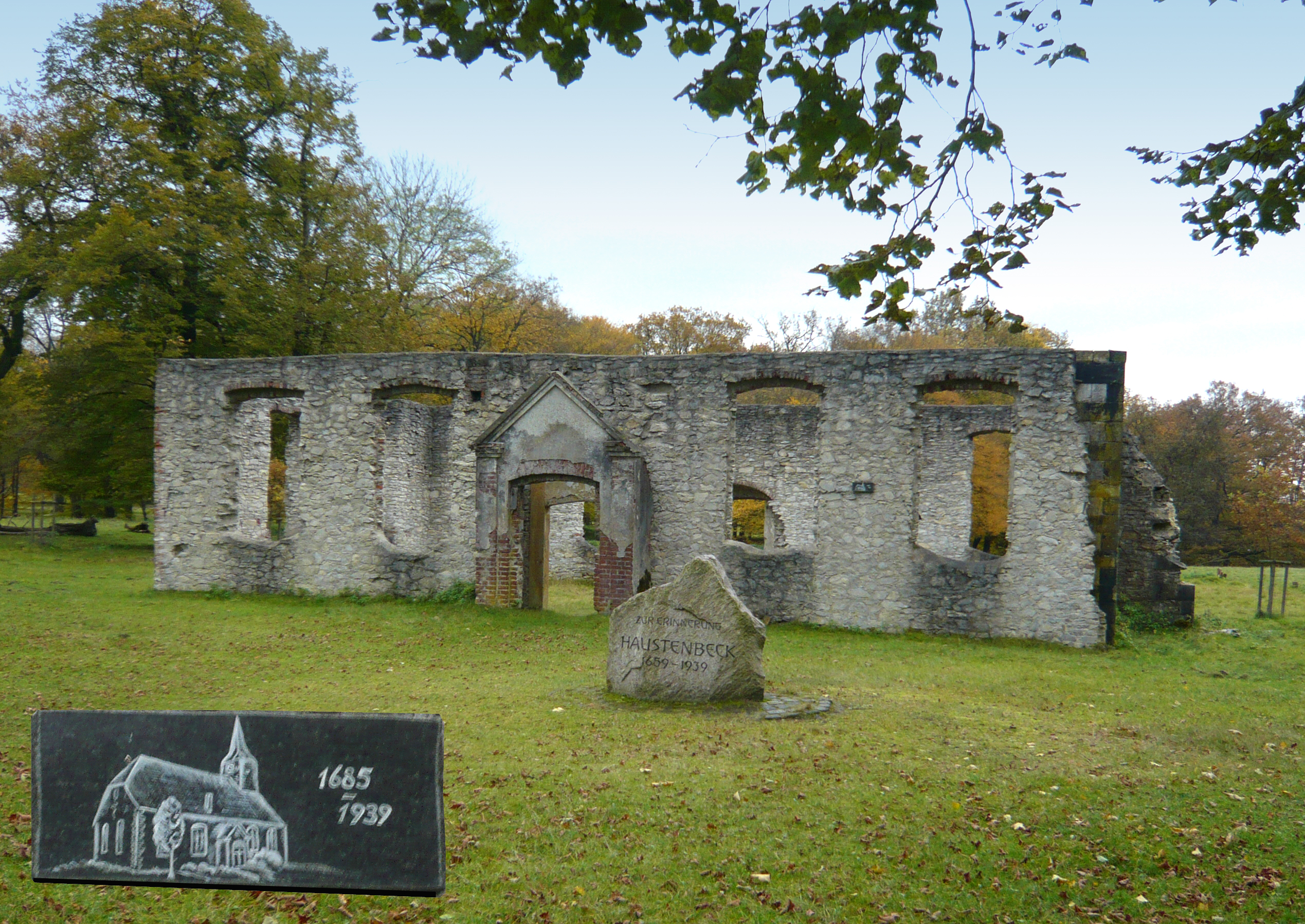
Ruine der Kirche in Haustenbeck. Das kleine Bild zeigt die Gedenktafel rechts zwischen den beiden Fenstern.

Graf Hermann Adolf gründete 1659 am Haustenbach die Ortschaft Haustenbeck, um an der lippischen Grenze Zölle zu erheben. Im Jahr davor war der Grenzverlauf zwischen dem lippischen und dem Paderborner Teil der Senne im Lippspringischen Originalvergleich festgelegt worden. Um 1840 lebten im Ort etwa 1000 Menschen, von denen die meisten Hoppenplöcker und Kleinkötter waren. 1937 musste der Ort einer Erweiterung des Truppenübungsplatzes weichen und die rund 1300 Bewohner wurden umgesiedelt. Viele von ihnen fanden in der Siedlung Moorlage, in Isenbüttel und Wanzleben und an einigen anderen Orten eine neue Heimat.
Das gesamte Haustenbecker Gebiet ist heute unbewohnt und liegt vollständig innerhalb des Truppenübungsplatzes. Im ehemaligen Ortskern des Dorfes ist die unter Denkmalschutz stehende Ruine der Kirche zu erkennen. Auf dem früheren Friedhof befindet sich eine Gedenkstätte und im weiteren Umkreis sind hie und da Mauerreste stehen geblieben. Anhand des alten Obstbaumbestandes lässt sich erahnen, wo sich einst Häuser und Höfe der Bewohner befanden. Etwa 500 m vom Ortskern entfernt erhebt sich der 41,5 m hohe, weithin sichtbare Haustenbecker Turm, der 1941 als Beobachtungsturm für das übende Militär errichtet wurde.
In jedem ungeraden Jahr findet auf dem früheren Dorfgelände das Haustenbecker Treffen für alte Haustenbecker und Freunde statt, ausgerichtet vom Heimat- und Verkehrsverein Oesterholz-Haustenbeck.

### Senner Pferde

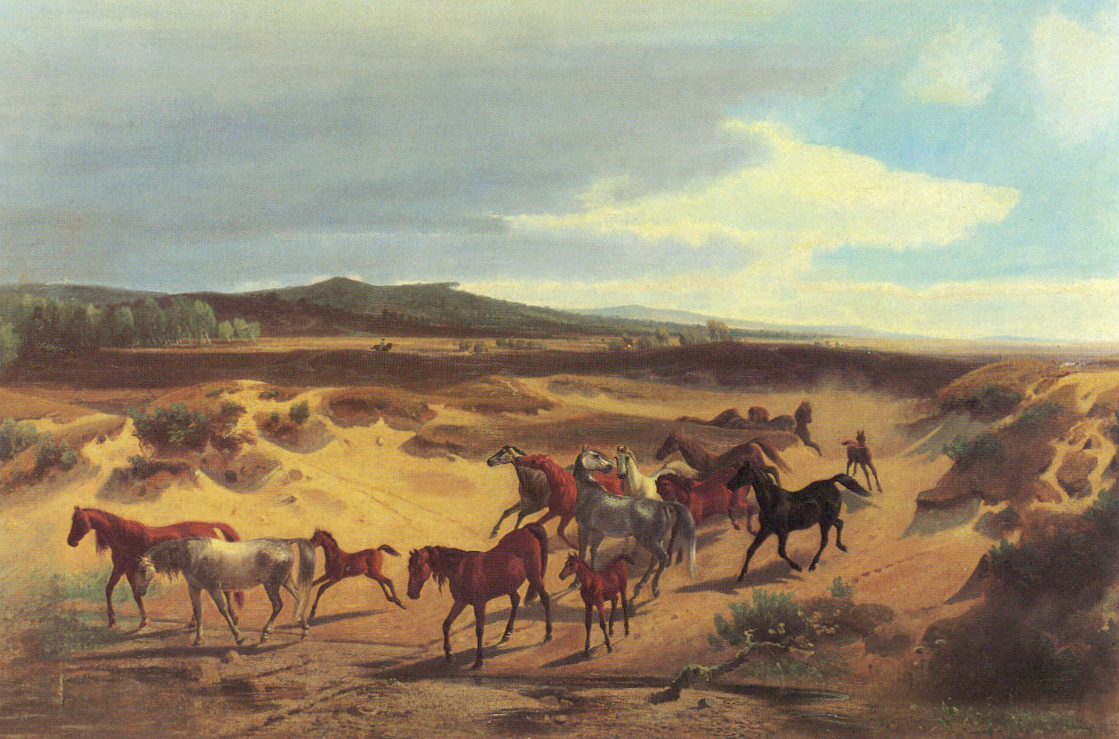
Senner Pferde in der Sennelandschaft mit Binnendünen, Gemälde von Carl Rötteken um 1860

Senner Pferde gelten als eine der ältesten bekannten Pferderassen Deutschlands und wurden 1160 erstmals urkundlich erwähnt. Das Gestüt befand sich im Besitz der lippischen Grafen und hatte unter Graf Simon VI. (1554–1613) einen Bestand von rund 200 Stuten. Durchziehende Truppen raubten im Dreißigjährigen Krieg viele Pferde. Seit dem 16. Jahrhundert befand sich das Gestüt im Bereich des späteren Jagdschlosses Lopshorn. Weite Gebiete der Senne und des angrenzenden Teutoburger Waldes gehörten über Jahrhunderte hinweg zum Lebensraum der Stuten und ihrer Fohlen, die sich dort ganzjährig frei bewegen konnten. Die Hengste fing man ein und setzte sie im fürstlichen Marstall als Reit- und Jagdpferde ein. Ab 1803 wurden die Pferde im Winter in den Ställen des Gestüts in Lopshorn versorgt. Nach dem Ersten Weltkrieg gab das lippische Fürstenhaus die Pferdezucht auf; sie wurde jedoch zunächst vom Verband Lippischer Pferdezüchter und ab 1935 von einigen Privatleuten weitergeführt. Nach dem Ende des Zweiten Weltkriegs wurden Schloss- und Gestütsgebäude im Juni 1945 bei einem Brand zerstört. Seit 2003 besteht die Initiative Wiederaufbau Schloss Lopshorn als gemeinnützige GmbH, deren Ziel der Wiederaufbau des Schlosses und die Wiederbelebung des ältesten Gestüts Deutschlands ist.

### Jagdschloss Lopshorn

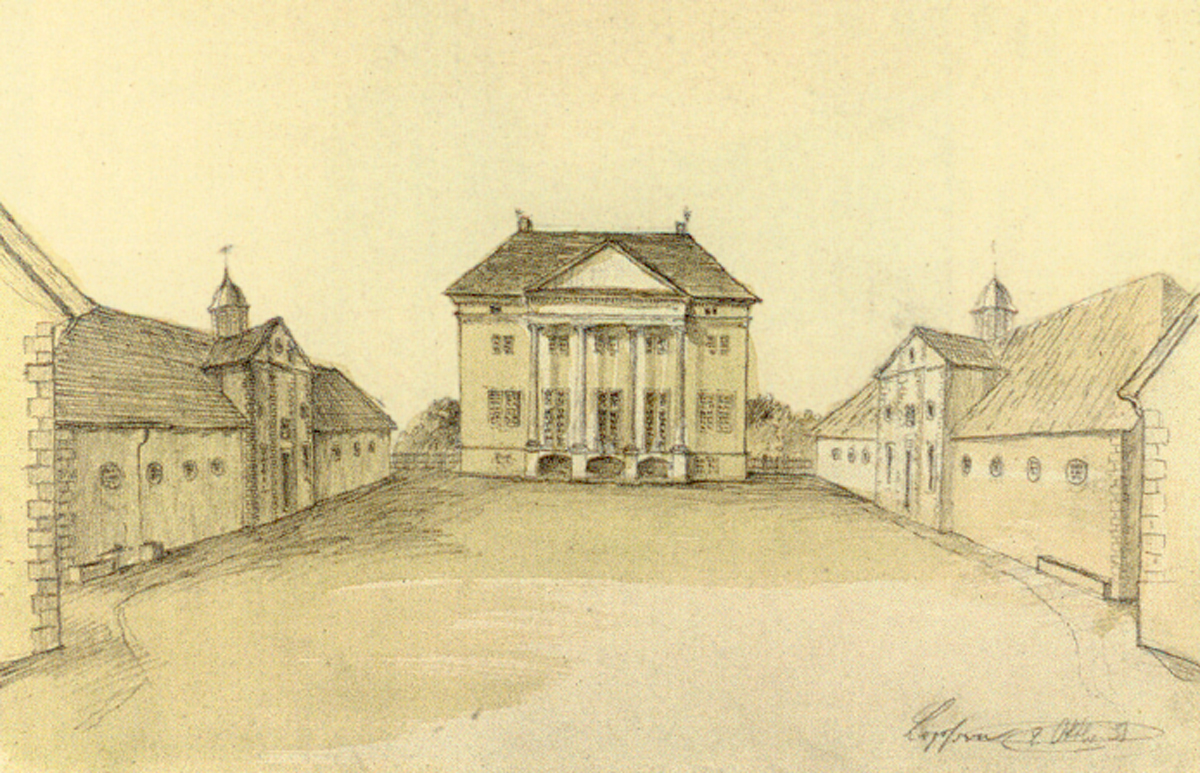
Jagdschloss Lopshorn

Das Jagdschloss Lopshorn lag östlich der Gemeinde Augustdorf am Südhang des Teutoburger Waldes und diente den Grafen und späteren Fürsten zur Lippe als Sommerresidenz. Graf Simon Heinrich (1649–1697) ließ es 1685 erbauen und es blieb in seinen Grundzügen bis zur Zerstörung 1945 erhalten. Beiderseits des Schlosses lagen die Gestütsbauten für die Senner Pferde. Eine Meierei sorgte für die Versorgung mit Lebensmitteln. Im Jahr 1850 wurde unter Fürst Leopold II. (1802–1851) das Jagdschloss renoviert. Im Garten entstand ein achteckiges barockes Brunnenhäuschen mit einem 65 Meter tiefen Brunnen, weil die Schlossbewohner ständig über Wasserknappheit klagten und häufig Wasser aus Detmold oder vom Donoperteich mit Pferdewagen herangeschafft werden musste. Am 11. Juni 1945 wurde Lopshorn durch Brandstiftung total zerstört. Da das Schloss innerhalb eines Sperrgebiets lag, erhielt die Feuerwehr keine Erlaubnis zum Löschen. Die britische Besatzungsmacht beschlagnahmte 1947 das gesamte Areal mit über 100 ha landwirtschaftlicher Nutzfläche zur Erweiterung des Truppenübungsplatzes Senne; seitdem ist es britisches Hoheitsgebiet. Die vom Brand übrig gebliebenen Ruinen dienten als Zielscheiben für Schießübungen, so dass heute kaum noch ein Mauerrest zu finden ist.

### Sennestadt
Der heutige Bielefelder Stadtbezirk Sennestadt im Nordwesten der Senne wurde 1956 als Planstadt für Vertriebene und Flüchtlinge angelegt. Die geringe Besiedelung und schwache agrarische Nutzung der Senne und das günstig zu erwerbende Land waren entscheidende Faktoren zur Anlage der ersten Stadt in der Senne. Die maßgeblich von Hans Bernhard Reichow geplante Siedlung ist eines der bekanntesten Beispiele deutscher Stadtplanung nach 1945.

## Flora und Fauna
Eine Vielzahl an Pflanzen- und Tierarten, die sich an die besonderen Lebensbedingungen wie den Sennesand angepasst haben, hat dort ihren Lebensraum gefunden. Darunter befinden sich einige seltene und stark gefährdete Spezies. Zu den Lebensräumen der Senne gehören Heiden, Magerrasen, Moore, naturnahe Fließgewässer, extensives Grünland, Sandäcker und feuchtnasser Birken-Eichenwald. Die Lebensräume der Senne sind größtenteils im Rahmen des Projekts Natura 2000 als schützenswert eingestuft (siehe Abschnitt Schutzgebiete).

### Flora

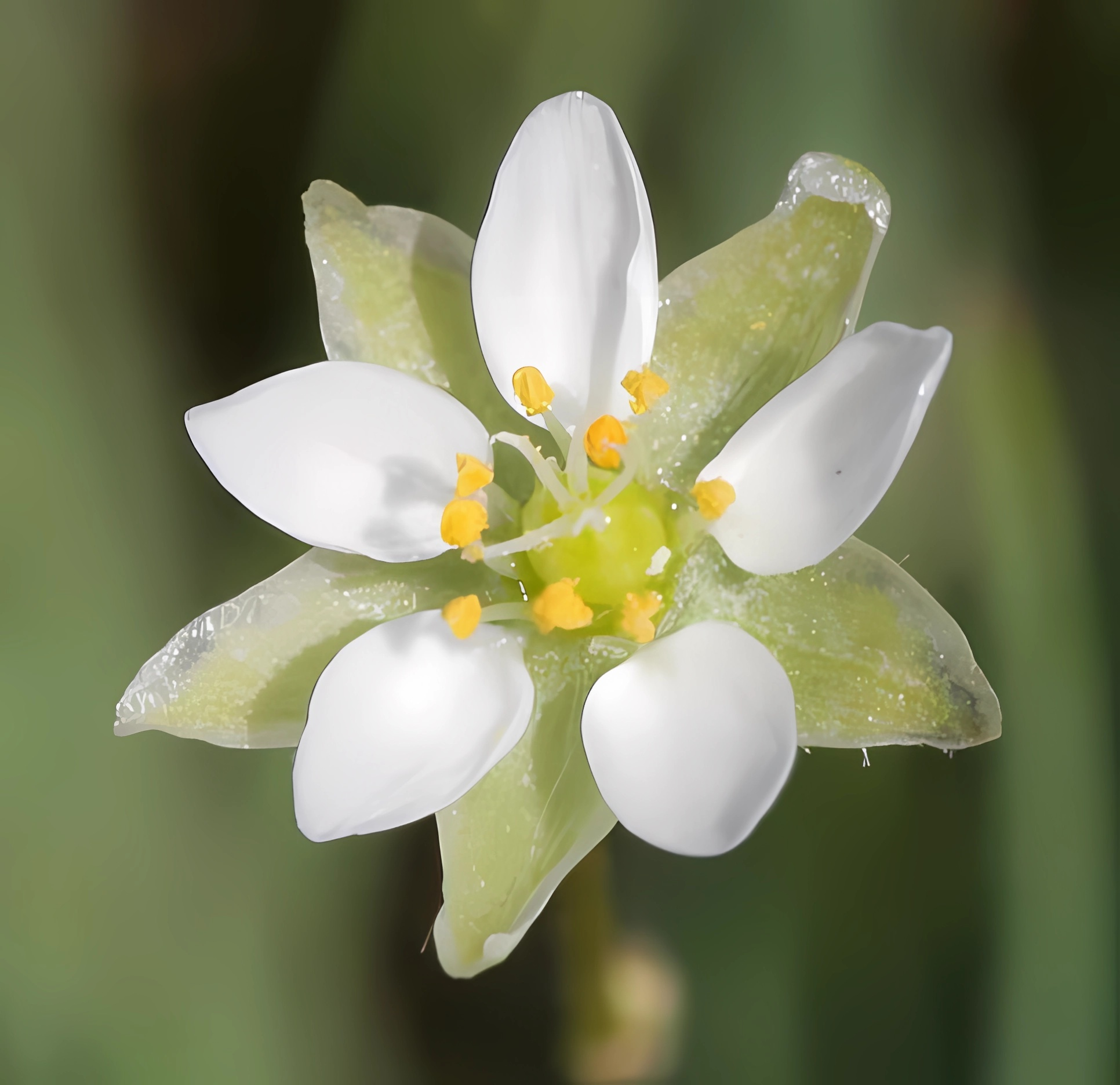
Blühender Frühlings-Spark

Die in den Heidegebieten wachsenden Pflanzen müssen Wärme und Trockenheit aushalten und mit sehr wenig Nährstoffen auskommen können. Die generell kleinen Pflanzen wachsen im Frühjahr, wenn sich etwas Feuchtigkeit im Sandboden hält, haben im Sommer ihre Entwicklung beendet und vertrocknen schnell. Sie besitzen kleine, fleischige Blätter, damit nur wenig Wasser verdunsten kann. Zu den Pionierpflanzen auf Sandböden gehören der Frühlings-Spark (Spergula morisonii), das Silbergras (Corynephorus canescens), die Sand-Segge (Carex arenaria), der Bauernsenf (Teesdalia) und der Kleine Vogelfuß (Ornithopus perpusillus), die gemeinsam die sogenannte Silbergrasflur bilden. Ende Juni sind diese Pflanzen bereits vertrocknet, das feine dichte Wurzelwerk befestigt jedoch den lockeren Dünensand. Die meisten dieser Pflanzen sind aufgrund zahlreicher, kleiner Härchen grau gefärbt. Diese reflektieren einen Großteil des Sonnenlichts und verhindern eine zu starke Verdunstung des aufgenommenen Wassers. Weitere in der Senne heimische Pflanzen sind das Zwerg-Filzkraut (Filago minima), das Kleine Habichtskraut (Hieracium pilosella) und das Berg-Sandglöckchen (Jasione montana). Außerdem sind der zu den Pilzen gehörende Erdstern (Geastrum), das Breitblättrige Knabenkraut (Dactylorhiza majalis) und der Rundblättrige Sonnentau (Drosera rotundifolia) anzutreffen. Auch der auf der Roten Liste stehende Gagelstrauch kommt in der Senne vor.

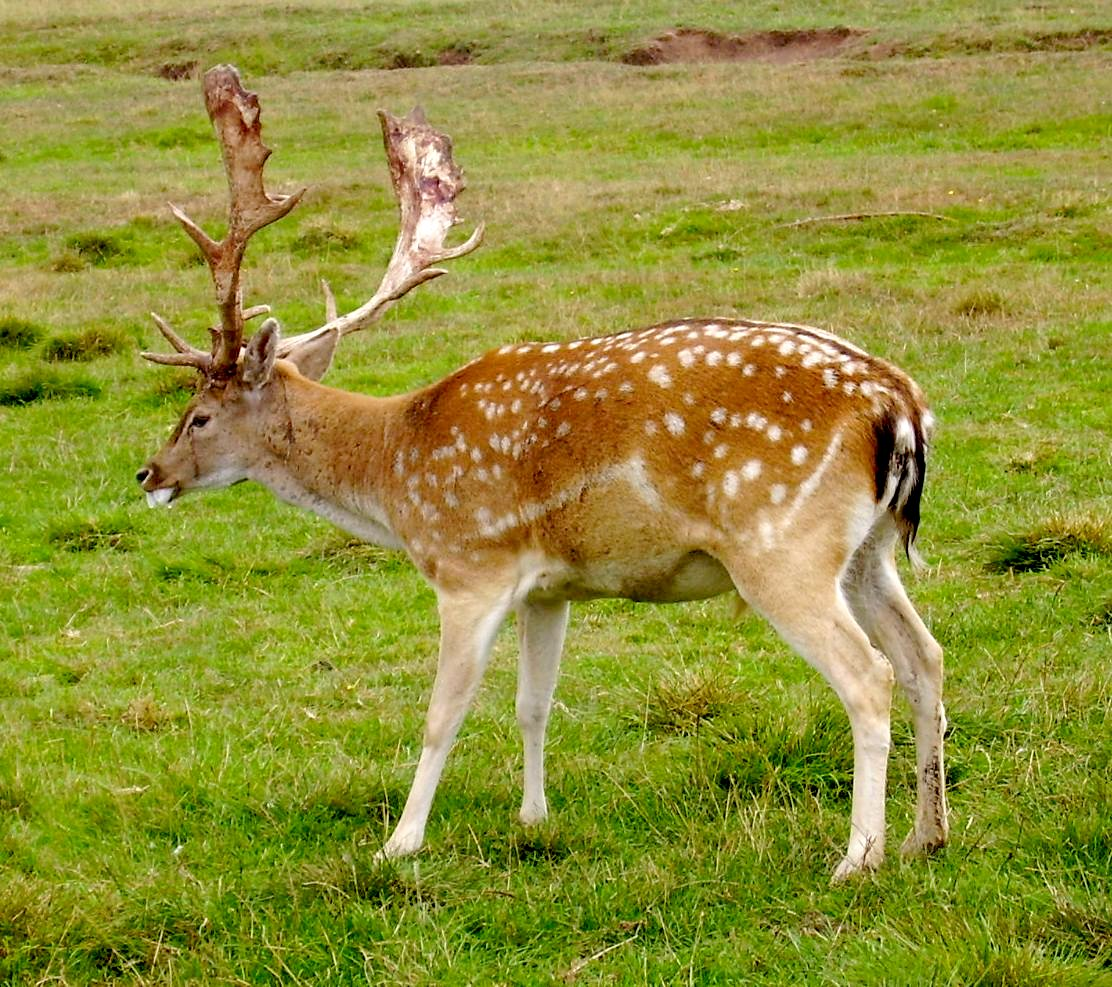
Männlicher Damhirsch

Darüber hinaus gibt es Borstgrasrasen, Pfeifengraswiesen sowie Glatthafer- und Wiesenknopf-Silgenwiesen. An Waldtypen gibt es Hainsimsen-Buchenwälder (Luzulo-Fagetum), Eichenwälder auf Sandebenen mit Stieleiche (Quercus robur), Erlen-Eschen- und Weichholz-Auenwälder, Waldmeister-Buchenwälder und Moorwälder.
Die landwirtschaftliche Nutzung war auf Pflanzen angewiesen, die auf solchen mageren und sandigen Böden angebaut werden konnten. Gleichzeitig bewahrten die Mahd und die Beweidung mit Schafen und Pferden die Landschaft vor der Bewaldung. Der Buchweizen, der auch eine der Grundlagen der lippischen Spezialität Pickert ist, wurde mit Erfolg angebaut. Weiterhin ist die Senne bekannt für den Anbau von Spargel.

### Fauna

#### Säugetiere
Die weiten Heideflächen sind oft von größeren Baumgruppen durchsetzt und zudem meist unzerschnitten. Ruhezonen für Wild entstehen, da große Teile des Truppenübungsplatzes nicht für Schießübungen benutzt werden, sondern Gefahrenbereiche sind. Diese dürfen von Spaziergängern oder Radfahrern nicht betreten werden. Dam- (Dama dama), Rot- (Cervus elaphus), Reh- (Capreolus capreolus) und Schwarzwild (Sus scrofa) lebt in diesen Bereichen. Es bildet eine hohe Wilddichte, da die Tiere ungestört ihrem natürlichen Äsungsrhythmus nachgehen und tagaktiv sein können.
2018 erfolgte der erstmalige genetische Nachweis eines Wolfes an einem gerissenen Damtier im Bereich des Truppenübungsplatzes. Weitere Nachweise führten zur Ausweisung des Wolfsgebietes Senne.
Auch typische Wald- und Wiesenbewohner wie Rotfuchs (Vulpes vulpes), Dachs (Meles meles), Marder (Martes), Eichhörnchen (Sciurus vulgaris), Igel (Erinaceidae) und Feldhase (Lepus europaeus) finden in diesen nahezu menschenleeren Gebieten erstklassige Lebensräume vor.
Oft werden verlassene Nisthöhlen von heimischen Fledermäusen (Microchiroptera), so auch von der Bechsteinfledermaus (Myotis bechsteinii) und den Bilchen (Gliridae) besetzt.

#### Vögel

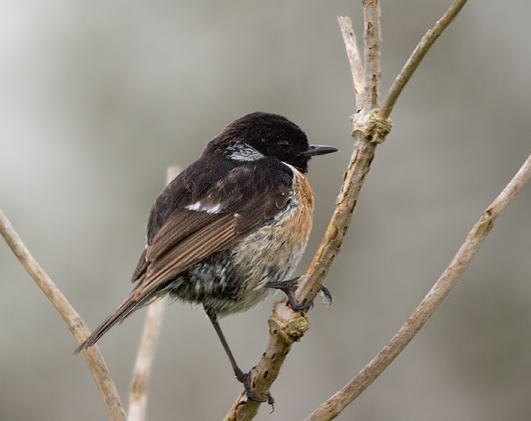
Europäisches Schwarzkehlchen

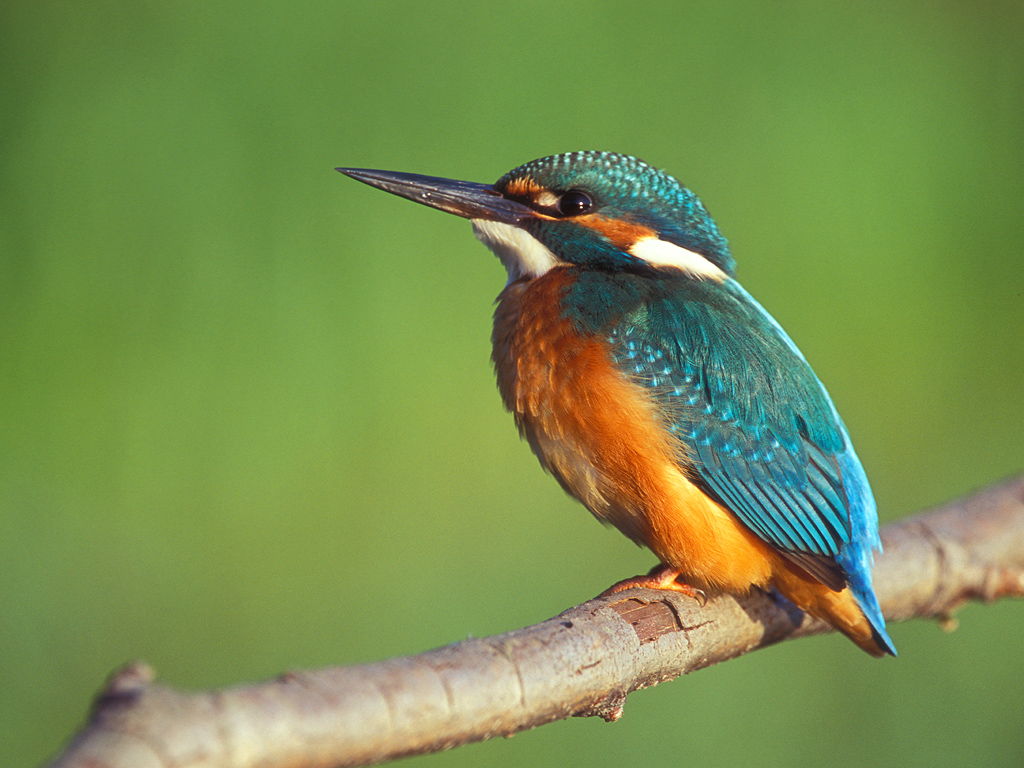
Eisvogel

Zu den in der Senne heimischen Vögeln gehören verschiedene Höhlenbrüter, darunter der seltene Schwarzspecht (Dryocopus martius). Er bevorzugt zum Höhlenbau alte Buchen oder Kiefern und legt deutlich mehr Nisthöhlen an, als er selber benötigt. Alte Nisthöhlen werden gerne von der Hohltaube (Columba oenas), dem Wendehals (Jynx torquilla), dem Trauerschnäpper (Ficedula hypoleuca) und dem in der Senne oft beobachteten Gartenrotschwanz (Phoenicurus phoenicurus) angenommen.
Der nachtaktive Ziegenmelker (Caprimulgus europaeus) ist ein Bodenbrüter und fast nur noch auf dem Truppenübungsplatz zu finden, denn er bevorzugt trockene Heidebiotope und baut sein Nest auf vegetationslosem Sandboden. Das trifft ebenfalls auf das Schwarzkehlchen (Saxicola rubicola) und die Heidelerche (Lullula arborea) zu, von der noch rund 250 Paare in der Senne brüten. Das entspricht einem Drittel des gesamten Bestandes in Nordrhein-Westfalen. Landesweit bedeutsame Brutvorkommen gibt es vom Wiesenpieper, Schwarzkehlchen und Raubwürger.
Die klaren Oberläufe der noch unbelasteten Sennebäche sind Heimat der Wasseramsel (Cinclus cinclus), der Gebirgsstelze (Motacilla cinerea) und des Eisvogels (Alcedo atthis), der sich fast ausschließlich von kleinen Fischen, Kaulquappen und Krebsen ernährt. Der farbenprächtige Eisvogel baut seine fast einen Meter lange Nisthöhle mit einer Brutkammer am Ende bevorzugt in der Steilwand eines Sennebaches.

#### Amphibien, Reptilien und Fische
Die Kreuzkröte (Bufo calamita) laicht in Wasser gefüllte Sandabgrabungen, Pfützen und vollgelaufene Fahrspuren. In den flachen, sich in der Sonne rasch erwärmenden Gewässern können sich die Kaulquappen schnell entwickeln und das Wasser noch vor dem Austrocknen verlassen. Der Moorfrosch (Rana arvalis) kommt vor allem in den nährstoffarmen, leicht sauren Gewässern der Senne vor, in denen er im April laicht. In den benachbarten Laubwäldern des Sennerandes ist der nachtaktive Feuersalamander (Salamandra salamandra) anzutreffen.

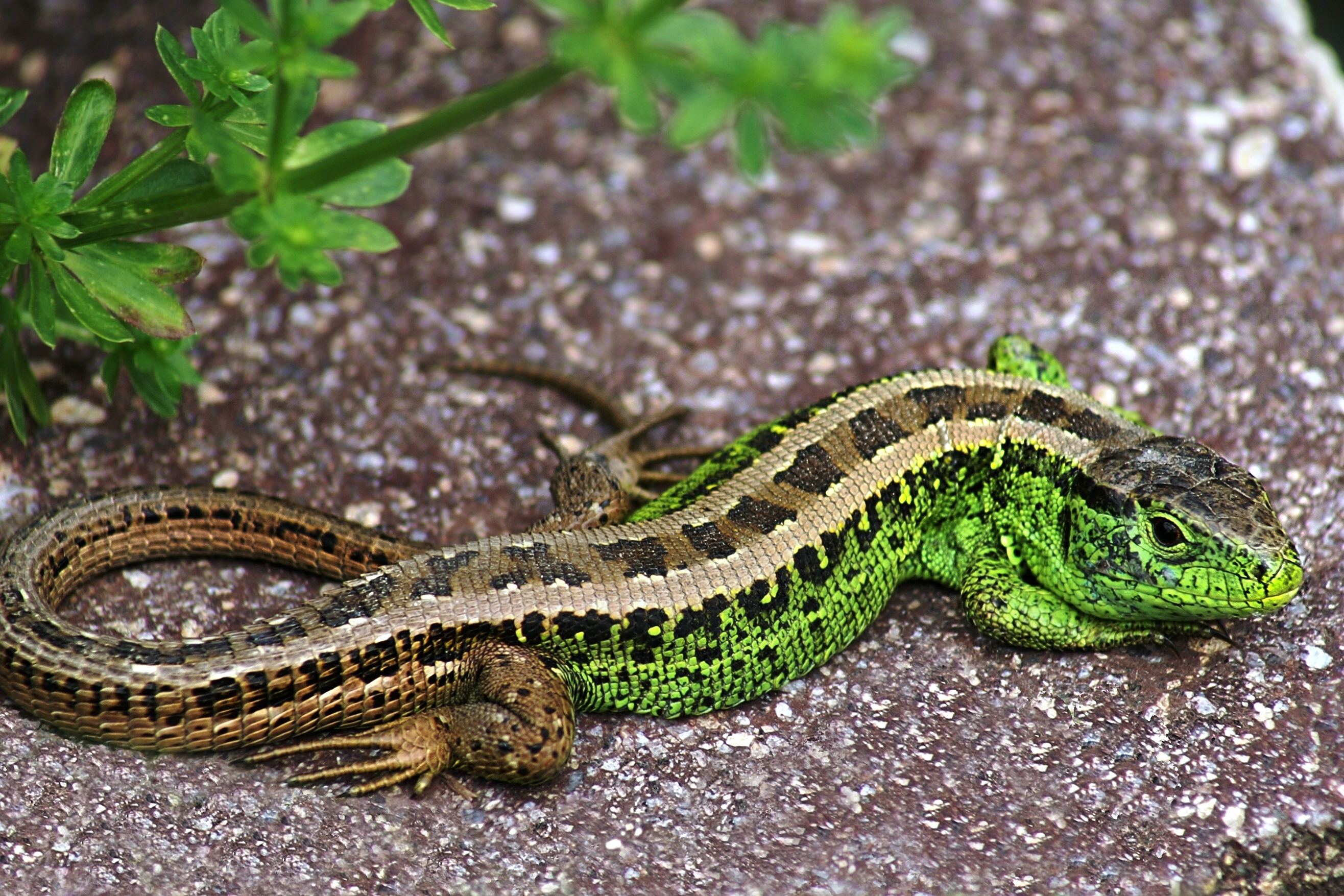
Männliche Zauneidechse

Die Zauneidechse (Lacerta agilis) bevorzugt Sandmagerrasen, ausgetrocknete Brachen und trockene Waldränder, wo sie Jagd auf Insekten macht. Die gefährdete Spezies hat im Senneraum ein wichtiges Rückzugsgebiet gefunden. Im Gegensatz zu dieser Reptilienart liebt die Waldeidechse (Zoocota vivipara) geschlossene Wälder und Feuchtgebiete. Der Lebensraum der Blindschleiche (Anguis fragilis) ist oft schattig und feucht, wie etwa in den Talsohlen und Hängen der Bachtäler in der Oberen Senne. Zwei Schlangenarten sind die Ringelnatter (Natrix natrix) und die Schlingnatter (Coronella austriaca). Während die Schlingnatter als Nahrung Eidechsen bevorzugt, macht die Ringelnatter an naturnahen Stillgewässern Jagd auf Amphibien und kleine Fische.
Das Wasser in den Oberläufen der Sennebäche hat im Bereich des Truppenübungsplatzes die Gewässergüteklasse 1. Dort sind noch hochsensible Fischarten, wie Bachneunauge (Lampetra planeri) und Groppe (Cottus gobio), anzutreffen. Bachneunaugen nehmen nur während ihres Larvenstadiums Nahrung auf. Bei ausgewachsenen Fischen degeneriert demzufolge der Darm und sie sterben nach der Eiablage. Die Groppe ist ein Bodenfisch und in Sennebächen häufig anzutreffen. Dort ist sie auf der Suche nach Bachflohkrebsen, Insektenlarven und Fischbrut. Weitere heimische Fischarten der Sennebäche sind Bachforelle (Salmo trutta fario), Gründling (Gobio gobio), Bachschmerle (Barbatula barbatula), Dreistachliger Stichling (Gasterosteus aculeatus) und Zwergstichling (Pungitius pungitius).

#### Krebse

Edelkrebs

Der Edelkrebs (Astacus astacus) gehörte früher zum festen Bestand der Tierwelt der Sennebäche und war bis in die Oberläufe verbreitet. Nachdem die Bestände der größten in Europa heimischen Krebsart infolge der Verschlechterung von Wasserqualität, Verbauungen sowie durch die Folgen der aus Amerika eingeschleppten Krebspest (Aphanomyces astaci) geschwunden waren, konnte der Edelkrebs im Jahr 2005 wieder im Sennesee bei Stukenbrock nachgewiesen werden. Seitdem hat sich die in Nordrhein-Westfalen stark gefährdete Art wieder vermehrt. Das Vorkommen dieser auf sommerwarme, nährstoffreiche Gewässer der Niederung angewiesenen Krebsart ist ein Indikator für die hohe Wasserqualität des Sees.

#### Insekten

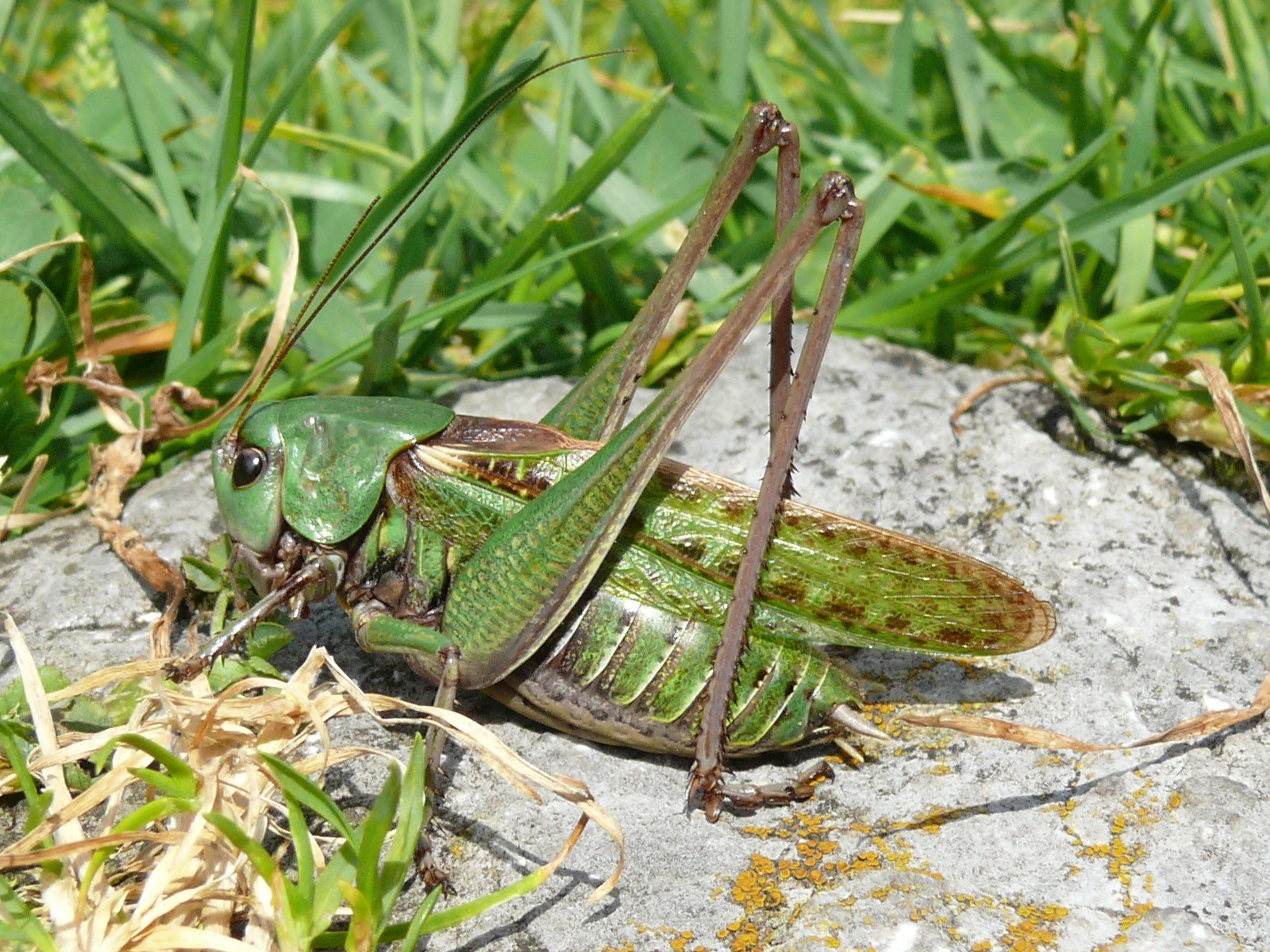
Warzenbeißer

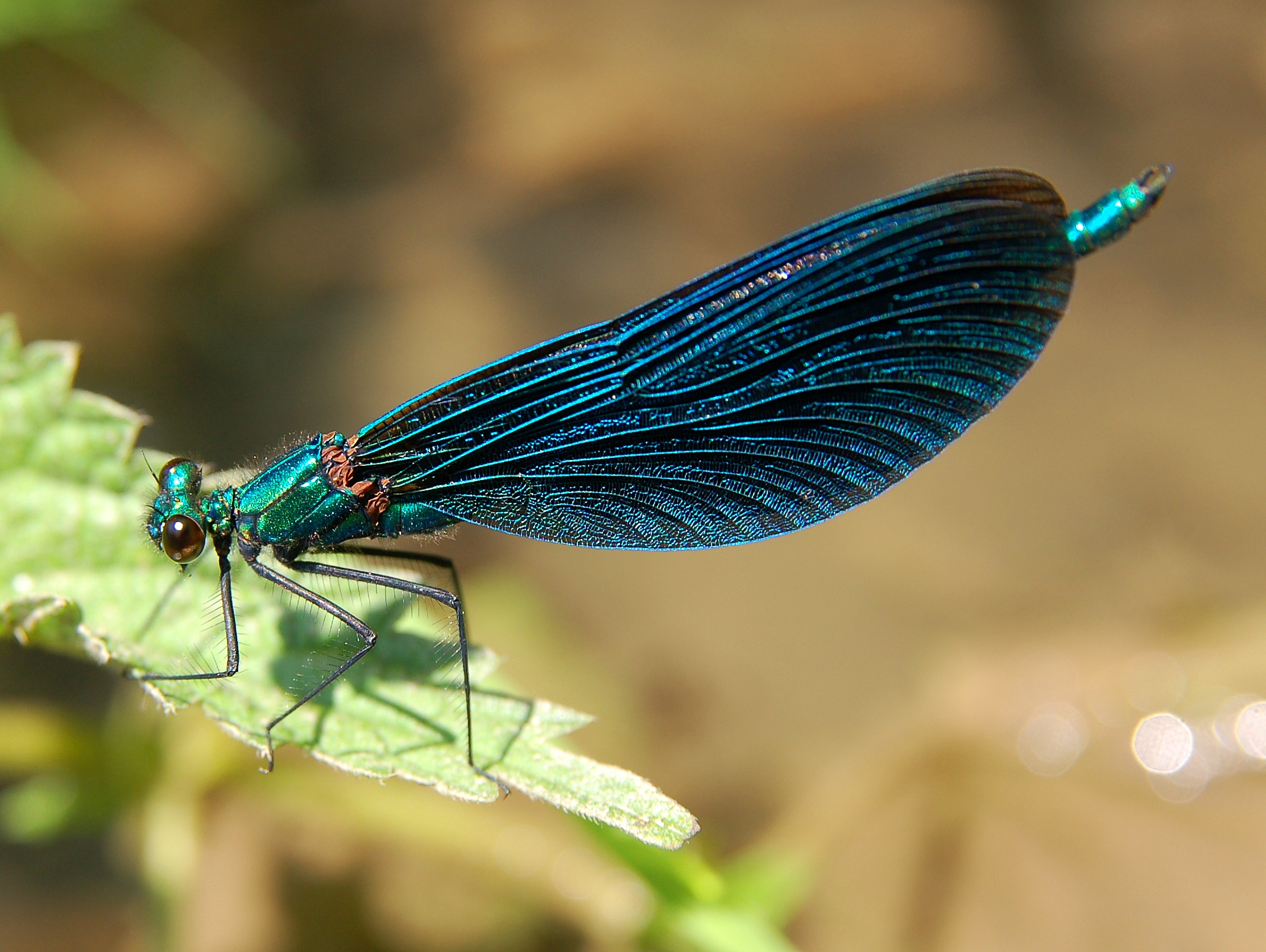
Blauflügel-Prachtlibelle, Männchen

Die Senne wird von mehreren Heuschreckenarten besiedelt, die in den ausgedehnten Silikattrockenrasen und Zwergstrauchheiden gute Lebensbedingungen finden. Die Feldgrille (Gryllus campestris) baut an trockenen, sonnigen Flächen zur Eiablage 30 bis 40 cm lange Röhren in den Sennesand. Der stark gefährdete Warzenbeißer (Decticus verrucivorus) wird bis zu 44 mm lang. Seinem ätzenden Verdauungssaft schrieb man früher eine heilende Wirkung bei Warzen zu. Häufig anzutreffen ist der Heidegrashüpfer (Stenobothrus lineatus), der offenes, spärlich bewachsenes Gelände bevorzugt. Andere Heuschreckenarten lieben Feuchtwiesen und Gewässerufer, wie zum Beispiel der gefährdete Sumpfgrashüpfer (Chorthippus montanus), die Sumpfschrecke (Stenophyma grossum) und die Kurzflüglige Schwertschrecke (Conocephalus dorsalis).
Libellen sind an Gewässer gebunden und finden in der Senne an Bachläufen, in Mooren und auch Baggerseen einen geeigneten Lebensraum. Eine anspruchsvolle Art ist die Blauflügel-Prachtlibelle (Calopteryx virgo), die als Bioindikator für saubere Gewässer gilt, denn die Larven stellen hohe Ansprüche an die Wasserqualität. In Moorgewässern sind die seltene Kleine Moosjungfer (Leucorrhinia dubia), die Große Moosjungfer (Leucorrhinia pectoralis) und die Nordische Moosjungfer (Leucorrhinia rubicunda) anzutreffen, die zu den bundesweit am stärksten gefährdeten Arten gehören. An einem Gewässer bei Schloß Holte wurde die seit längerer Zeit verschollene Östliche Moosjungfer (Leucorrhinia albifrons) wiederentdeckt. Daneben sind in den Feuchtgebieten der Senne die Gemeine Heidelibelle (Sympetrum vulgatum), die Blutrote Heidelibelle (Sympetrum sanguinum) und die Südliche Binsenjungfer (Lestes barbarus) beheimatet.
Die Laub- und Nadelwaldbestände der Senne sind Lebensraum zahlreicher Schmetterlingsarten. Im Buchenwald fliegen die Männchen des Nagelflecks (Aglia tau) auf der Suche nach ihren weiblichen Geschlechtspartnern. Der Kiefernwald ist Heimat des Grünen Zipfelfalters (Callophrys rubi), der seine Eier an Preisel- und Rauschbeersträuchern ablegt. In der Besenheide sind das Heidekraut-Eulchen (Anarta myrtilli) und das Heide-Grünwidderchen (Rhagades pruni) neben dem Kleinen Nachtpfauenauge (Saturnia pavonia) und dem Heidespanner (Ematurga atomaria) zu finden. Zwergstrauchheide, Sandmagerrasen und Silbergras werden vom Ockerbindigen Samtfalter (Hipparchia semele), dem Komma-Dickkopffalter (Hesperia comma), Braunen Feuerfalter (Lycaenea tityrus), Ampfer-Grünwidderchen (Adscita statices) und Ampfer-Purpurspanner (Lythria cruentaria) bevorzugt.

## Schutzgebiete

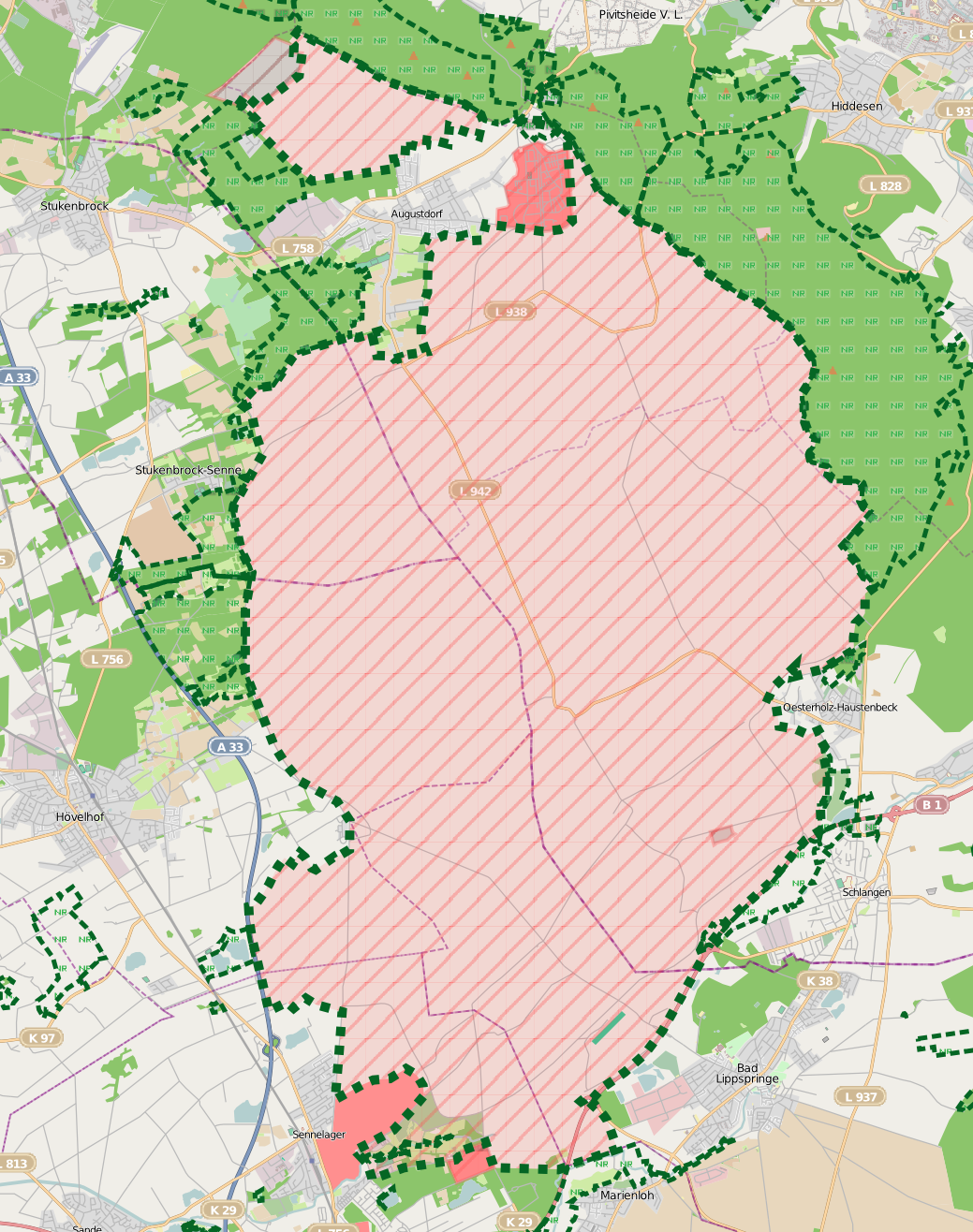
Das rund 118 km² große FFH-Gebiet Senne mit Stapelager Senne sowie angrenzende Naturschutzgebiete

Nach Angaben des Bundesamtes für Naturschutz hat die Landschaft Senne eine Fläche von rund 210 km². Davon sind rund 58 % als Schutzgebiete in Natur- und Landschaftsschutz ausgewiesen. Die Ausweisung umfasst 56 % als FFH-Gebiete, gleichzeitig sind 55 % als Vogelschutzgebiete, 5 % als Naturschutzgebiete und rund 2 % als sonstige Schutzgebiete ausgewiesen. Bereits 1910 wurde die Lippische Naturschutzvereinigung mit dem Ziel gegründet, einen Naturschutzpark Mittelgebirge mit dem Donoperteich, dem Lippischen Wald und dem Lippischen Teil der Senne auszuweisen. Die ersten Naturschutzgebiete entstanden in den 1920er und 1930er Jahren. Es gibt seit vielen Jahren Bestrebungen, große Teile der Senne sowie des angrenzenden Teutoburger Waldes als Nationalpark auszuweisen, sobald die militärische Nutzung des Truppenübungsplatzes dies zulässt. Der lippische Teil der Senne gehört zum Naturpark Teutoburger Wald/Eggegebirge.

### Geschützter Lebensraum nach der FFH-Richtlinie
Nach der FFH-Richtlinie wird unter der Nummer DE-4118-301 die Senne mit Stapelager Senne im Rahmen von Natura 2000 ein 118 km² großes Gebiet mit Lebensräumen von gemeinschaftlichem Interesse geschützt. Zu diesen Lebensräumen gehören Sandheiden auf Binnendünen, feuchte und trockene Heidegebiete, Moore und Moorwälder sowie nährstoffarme Gewässer. Insgesamt kommen in der Senne 21 geschützte Lebensraumtypen der FFH-Richtlinie vor.

### Naturschutzgebiete
Naturschutzgebiete werden heute durch die Landschaftspläne der Kreise und kreisfreien Städte festgesetzt. In der Senne gibt es Naturschutzgebiete, die seit den 1930er Jahren bestehen und zu den ältesten in Ostwestfalen-Lippe gehören. Die folgende Tabelle zeigt die Naturschutzgebiete in der Senne:
| Name                                                               | Kreis   | Größe in [ha] | Typ, Besonderheiten |
| ------------------------------------------------------------------ | ------- | ------------- | --- |
| Eichen-Buchenwald Strothbach                                       | BI      | 2,6           | Naturnaher Laubwald mit Altholzbeständen und hoher Bedeutung für baumhöhlenbewohnende Arten |
| Erlenbruch Südwestfeld                                             | BI      | 3,9           | Bruchwald |
| Esselhofer Bruch                                                   | BI      | 8,6           | Feuchtheide, Laubwald, Grünlandbrachen |
| Hasselbachaue                                                      | BI      | 51,9          | Erlenbruch, Feuchtwiese |
| Kampeters Kolk                                                     | BI      | 2,0           | Heideweiher |
| Reiher- und Röhrbach                                               | BI      | 122,3         | Feuchtwiesen, Laubwald |
| Sprungbach-Mittellauf                                              | BI      | 17,7          | Bachaue mit Laubwaldgesellschaften, Magerwiesen, Hochstaudenfluren |
| Sprungbach Oberlauf                                                | BI      | 7,3           | Kastental mit naturnahen Laubwaldgesellschaften |
| Fleckernheide                                                      | GT      | 10,6          | Feuchtwiesen |
| Grasmeerwiesen                                                     | GT      | 129,4         | Feuchtwiesen |
| Große Wiese                                                        | GT      | 230,8         | Feuchtwiesen |
| Holter Wald                                                        | GT      | 612,7         | Zusammenhängendes Waldgebiet mit sandigen Böden und kleinflächigen Moorböden mit der für sie typischen Vegetation. Schutzziel sind eine naturnahe Waldbewirtschaftung, die Erhaltung von Höhlenbäumen als Nistplatz seltener Vogelarten sowie die naturnahe Erhaltung von Fließ- und Stillgewässerabschnitten. |
| Kipshagener Teiche                                                 | GT      | 11,2          | Gewässer, Erlenbruchwald |
| Schluchten und Moore am oberen Furlbach                            | GT, LIP | 225           | Sennebach, Moore. Der größere Teil mit einer Fläche von 132 ha liegt im Kreis Gütersloh, der kleinere Teil mit 93 ha im Kreis Lippe. |
| Wehrbachtal                                                        | GT      | 13,1          | Bachlauf, Erlen-Eschenwald, Feuchtwiesen |
| Ölbachtal mit Augustdorfer Dünenfeld                               | LIP, GT | 169           | Das Naturschutzgebiet liegt zum größten Teil im Kreis Lippe und mit einer Fläche von 0,9 ha im Kreis Gütersloh, wo es den Namen Ölbachtal trägt. |
| Östlicher Teutoburger Wald                                         | LIP     | 2.323,5       | |
| Schlänger Moor                                                     | LIP     | 8,4           | |
| Senne nördlich Oesterholz                                          | LIP     | 17,9          | Heidelandschaft, sennetypischer Sandboden, Abgrabungsgewässer |
| Menkhauser Bachtal mit Schopketal                                  | LIP, BI | 60            | Das Naturschutzgebiet liegt beiderseits des Schopke- und Menkhauser Baches, die entlang der Kreisgrenze verlaufen. Der Bielefelder Teil ist 36 ha groß, die beiden im Kreis Lippe festgesetzten Naturschutzgebiete sind zusammen 24 ha groß. |
| Strotheniederung                                                   | LIP     | 95,8          | |
| Trockentäler, Kastentäler und Dünen des oberen Westerholter Baches | LIP     | 19,4          | |
| Apels Teich                                                        | PB      | 39,70         | Erlen-Bruchwald, Eichen-Birkenwald, Heideweiher, Abgrabungsgewässer. Schutzzweck ist die Erhaltung des mesotrophen Heideweihers mit naturnahen Verlandungsbereichen und Erlenbruchwald, einer mit Eichen-Birkenwald bestockten Düne und der an diese Lebensräume gebundenen seltenen Tier- und Pflanzenarten. Außerdem sollen zwei großflächige stehende Gewässer mit Artenschutzfunktion für Wasservögel wiederhergestellt und entwickelt werden.                                                                        |
| Erdgarten-Lauerwiesen                                              | PB      | 121,77        | Feuchtwiesen, Erlen-Bruchwald. Es sollen landesweit bedeutsame Lebensräume und Lebensstätten seltener Tier- und Pflanzenarten innerhalb des Naturraums Feuchtsenne erhalten, entwickelt und wiederhergestellt werden. |
| Langenbergteich                                                    | PB      | 2,35          | Heideweiher, Dünen. Das Naturschutzgebiet wurde bereits 1926 ausgewiesen. Schutzzweck ist insbesondere die Erhaltung des oligotrophen bis mesotrophen Heideweihers mit seltenen Verlandungsgesellschaften und die Erhaltung der benachbarten Lebensräume. |
| Moosheide mit den Emsquellen                                       | PB, GT  | 442,4         | Sennelandschaft, Heide, Waldflächen mit Sennebächen, Dünen, trockene Heide, Sandmagerrasen, Eichen-Birkenwald, Bachläufe. Das Naturschutzgebiet liegt in den Kreisen Gütersloh (160,6 ha) und Paderborn (281,9 ha). Bereits seit 1999 gibt es dort das Projekt Wildbahn Senner Pferde, mit dem das Landschaftsbild durch die Beweidung mit Senner Pferden erhalten werden soll. Auf rund 15 ha trockenen Grasflächen erfolgt heute die Beweidung mit Senner Pferden ergänzend zur Landschaftspflege durch Schafbeweidung. |
| Ramselbruch                                                        | PB      | 53,09         | Bruchwälder, Eichenwälder, feuchte Heide. Das Naturschutzgebiet bestand ursprünglich aus zwei Teilen; sie sind seit 1930/39 und 1937 geschützt. |
| Rixelbruch                                                         | PB      | 6,36          | Erlen-Bruchwald, feuchte Heide |

### Vogelschutzgebiet
Das Vogelschutzgebiet Senne mit Teutoburger Wald mit einer „europaweit herausragenden Avifauna“ im Natura-2000-Verbund ist 154 km² groß. Leitarten für die offene und halboffene Heide- und Sandtrockenrasen-Gebiete der Senne sind der Ziegenmelker, die Heidelerche und der Wendehals.

### Wolfsgebiet Senne
Nach drei genetischen Nachweisen eines Wolfs wurde durch das Land Nordrhein-Westfalen mit Wirkung zum 20. Dezember 2018 das Wolfsgebiet Senne mit einer umliegenden Pufferzone ausgewiesen. Das Gebiet umfasst die Truppenübungsplätze im Bereich Senne sowie weitere zusammenhängende waldreiche Gebiete mit einer Fläche von 922 km² und erstreckt sich über folgende Städte bzw. Gemeinden vollständig oder teilweise:
- Kreis Gütersloh: Stadt Schloß Holte-Stukenbrock.
- Kreis Lippe: Städte Detmold, Horn-Bad Meinberg, Lage und Oerlinghausen, Gemeinden Augustdorf und Schlangen.
- Kreis Paderborn: Städte Bad Lippspringe und Paderborn, Gemeinden Altenbeken und Hövelhof.
- Kreisfreie Stadt Bielefeld (Teil südwestlich der A 2/B 66).

Die umliegende Pufferzone um das Wolfsgebiet umfasst auf einer Fläche von etwa 3.390 km² den Großteil der kreisfreien Stadt Bielefeld, den östlichen Bereich des Kreises Gütersloh, den Nordosten des Kreises Lippe sowie die gesamten Kreise Paderborn und Höxter.

### Nationalparkpläne

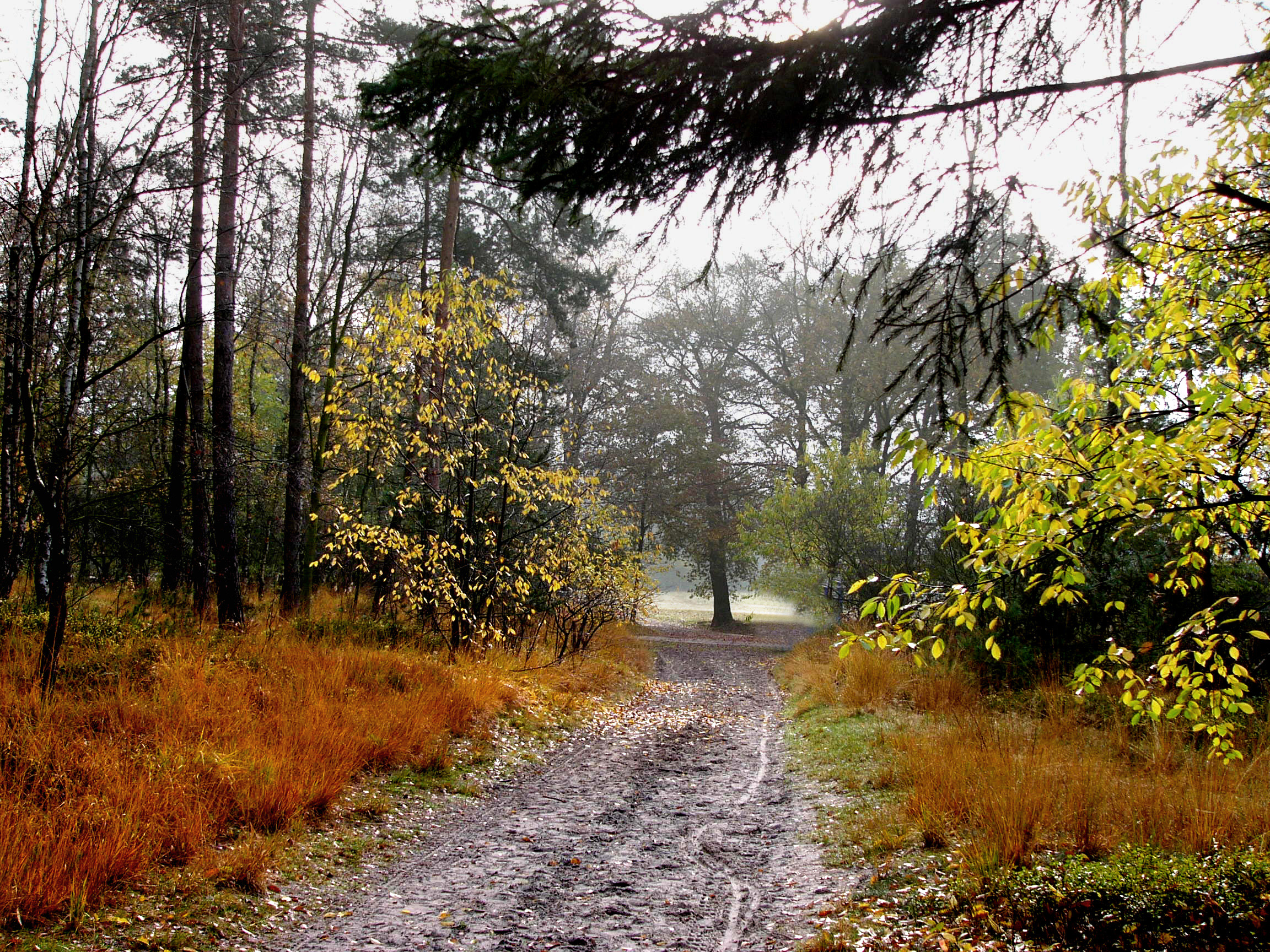
Kulturlandschaft in der Senne

Die Senne kann durch die militärische Nutzung seit mehr als 100 Jahren nur noch eingeschränkt betreten werden. Da weder industrielle Veränderungen noch anthropogene Nutzung in diesem Gebiet anzutreffen sind, befindet sich die Landschaft noch in einem sehr naturnahen Zustand. Im Laufe der Jahre hat sich dort eine vielfältige und in dieser Form einzigartige Flora und Fauna erhalten. Damit ergeben sich typische Merkmale für eine weitläufige und vielseitige Landschaft, die einst in weiten Gebieten Westfalens anzutreffen war. Zur Erhaltung dieses Biotops gibt es Überlegungen, das Gebiet des Truppenübungsplatzes nach der allerdings in unbestimmter Zukunft liegenden Einstellung der militärischen Nutzung durch Ausweisung eines Nationalparks zu schützen. Das Bundesamt für Naturschutz hat die Senne als „herausragendes Biotop“ eingestuft und das Gebiet als einen Landschaftsraum in Nordrhein-Westfalen erklärt, der die Kriterien eines Naturparks erfüllt. Der nordrhein-westfälische Landtag hat sich in einem einstimmigen Beschluss von 1991 für die Errichtung eines Nationalparks nach Beendigung der militärischen Nutzung ausgesprochen. Zur Unterstützung dieser Idee und der Projektkoordinierung vor Ort wurde 1998 der Förderverein Nationalpark Senne e. V. gegründet, der die Planungen begleiten soll. Eine entsprechende Ausweisung des Gebietes mit den angrenzenden Wäldern des Teutoburger Waldes und des Eggegebirges ist jedoch bisher immer an Widerständen in der Region gescheitert. Um die europäische Gesetzgebung umzusetzen, wurde das Gebiet des Truppenübungsplatzes 2002 als ein von der Europäischen Union anerkanntes Schutzgebiet (FFH) ausgewiesen, das die Funktion eines zentralen Knotenpunktes im Netz der Naturschutzvorranggebiete übernimmt.
Die Landesregierung Rüttgers (2005–2010) sah jedoch keine Realisierungschancen für den Nationalpark und förderte stattdessen das Biosphärenreservat im Weserbergland. Sie schloss 2009 eine vertragliche Vereinbarung mit dem Bund und den britischen Streitkräften ab, die eine Ausweisung des Truppenübungsplatzes Senne als Nationalpark bei laufender militärischer Nutzung ausschließt und gleichzeitig den Bund bis zum Abzug der Streitkräfte verpflichtet, den mit der Ausweisung zum Nationalpark verfolgten Zielen des Landtags im Rahmen der militärischen Zweckbestimmung so weit wie möglich Rechnung zu tragen. Mit dem Wechsel zur Landesregierung Kraft im Jahr 2010 änderten sich die Grundlagen: Ein zweiter Nationalpark in NRW wird im Koalitionsvertrag der Regierung erwähnt.
Die Nationalpark-Gegner haben sich erst im Unser Teutoburger Wald – Kein Nationalpark in Lippe, später umbenannt in Bürgerbewegung Unser Teutoburger Wald – Kein Nationalpark Teutoburger Wald/Egge, kurz BBUTW, zusammengeschlossen.
Der Zeitpunkt des Abzugs des britischen Militärs wurde bisher nicht klar genannt. Nach neuen Planungen soll er bis 2020 vollzogen sein. Die Briten planen jedoch, das Truppenübungsgelände zum Ausbildungsschwerpunkt für den Auslandseinsatz der Britischen Rheinarmee zu machen. Dazu werden neue Kampfdörfer und eine Panzerstraße gebaut, die nach Meinung des NABU einer Naturschutzplanung entgegenstehen. Das Verwaltungsgericht Minden hat jedoch eine Klage des NABU gegen den Bau der Kampfdörfer abgewiesen.

### Malerei

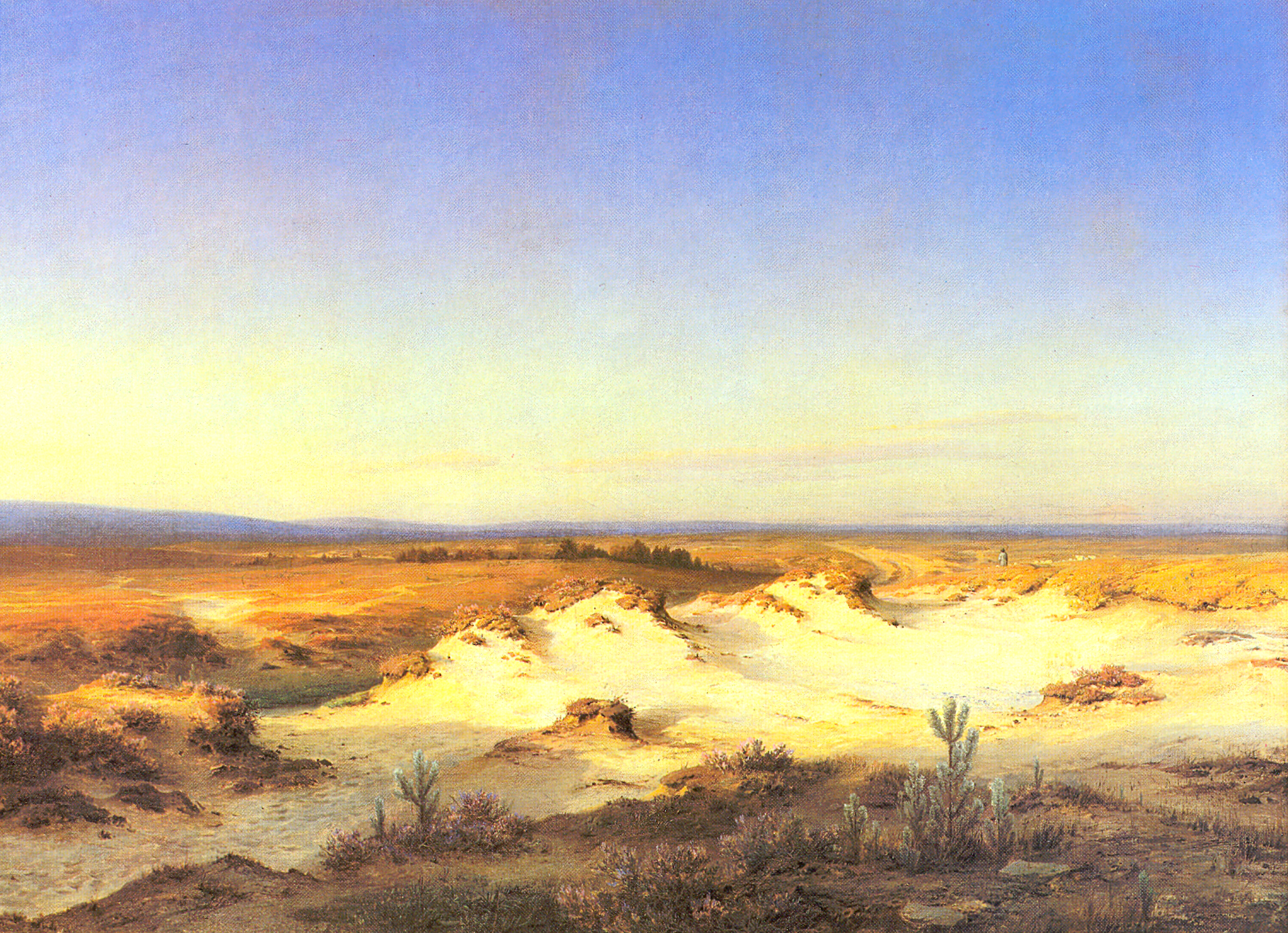
Sanddünen in der Senne, von Ludwig Menke, 1865

## Die Senne in Literatur und Malerei